# Молотов, Вячеслав Михайлович
Вячесла́в Миха́йлович Мо́лотов (настоящая фамилия Скря́бин; 25 февраля [9 марта] 1890, Кукарка, Вятская губерния (позднее в составе Нижегородской губернии) — 8 ноября 1986, Москва) — русский революционер, советский политический, государственный и партийный деятель. Председатель Совета народных комиссаров СССР в 1930—1941 годах, народный комиссар иностранных дел СССР в 1939—1946 годах, министр иностранных дел СССР в 1946—1949, 1953—1956 годах. Один из высших руководителей ВКП(б) и КПСС с 1921 по 1957 год. Герой Социалистического Труда (1943). Депутат Верховного Совета СССР I—IV созывов.
Вступив в 1906 году в РСДРП, Вячеслав Молотов был дважды (в 1909 и 1915 годах) арестован за свою революционную деятельность. После Октябрьской революции работал в нескольких провинциальных партийных организациях. В 1921 году Молотов был избран членом и секретарём Центрального комитета, а также кандидатом в члены Политбюро. После смерти Владимира Ленина он решительно поддержал Иосифа Сталина, и в декабре 1926 года его назначили полноправным членом Политбюро. Затем Молотов возглавил Московский областной комитет КПСС и в 1928—1930 годах очистил организацию от антисталински настроенных членов. В 1930 году стал главой правительства — председателем Совета народных комиссаров и занимал эту должность до 1941 года.
В мае 1939 года Молотов был назначен народным комиссаром иностранных дел СССР. В этом качестве он в августе 1939 года участвовал в переговорах о заключении советско-германского пакта о ненападении, известного как пакт Молотова — Риббентропа. В ноябре 1939 года Молотов санкционировал Советско-финляндскую войну. Финские военные широко использовали зажигательное оружие, сделанное из бутылок, наполненных смесью смолы, этанола и бензина, заткнутых фитилями. В качестве чёрного юмора финны назвали их «коктейлями Молотова». Популярность этого оружия во время войны между Финляндией и СССР привела к тому, что термин «коктейль Молотова» был принят во всём мире.
В мае 1941 года, когда Сталин занял пост председателя Совета народных комиссаров (впоследствии — Совета министров), Молотов был перемещён на должность его заместителя (позже — первого заместителя). После начала Великой Отечественной войны он также входил в состав Государственного комитета обороны. Молотов организовал союзы с Великобританией и США и участвовал в конференциях союзников в Тегеране (1943), Ялте (1945) и Потсдаме (1945), а также в Сан-Францисской конференции (1945), на которой была создана Организация Объединённых Наций. В своих отношениях с союзниками во время войны и после неё он приобрёл репутацию бескомпромиссного врага Запада.
В марте 1949 года Молотов был снят с поста министра, но после смерти Сталина в марте 1953 года вновь назначен и оставался им до тех пор, пока его политические разногласия с Никитой Хрущёвым не привели к новой отставке в июне 1956 года. В ноябре 1956 года он стал министром государственного контроля, но, присоединившись к «антипартийной группе», которая безуспешно пыталась сместить Хрущёва в июне 1957 года, потерял свои руководящие партийные и государственные посты. Впоследствии Молотов работал послом в Монголии, а в 1960—1963 годах — постоянным представителем СССР при МАГАТЭ. В 1962 году, после очередной критики Хрущёва, он был исключён из КПСС (в 1984 году восстановлен), в дальнейшем жил на пенсии в Москве.

## Детство и юность

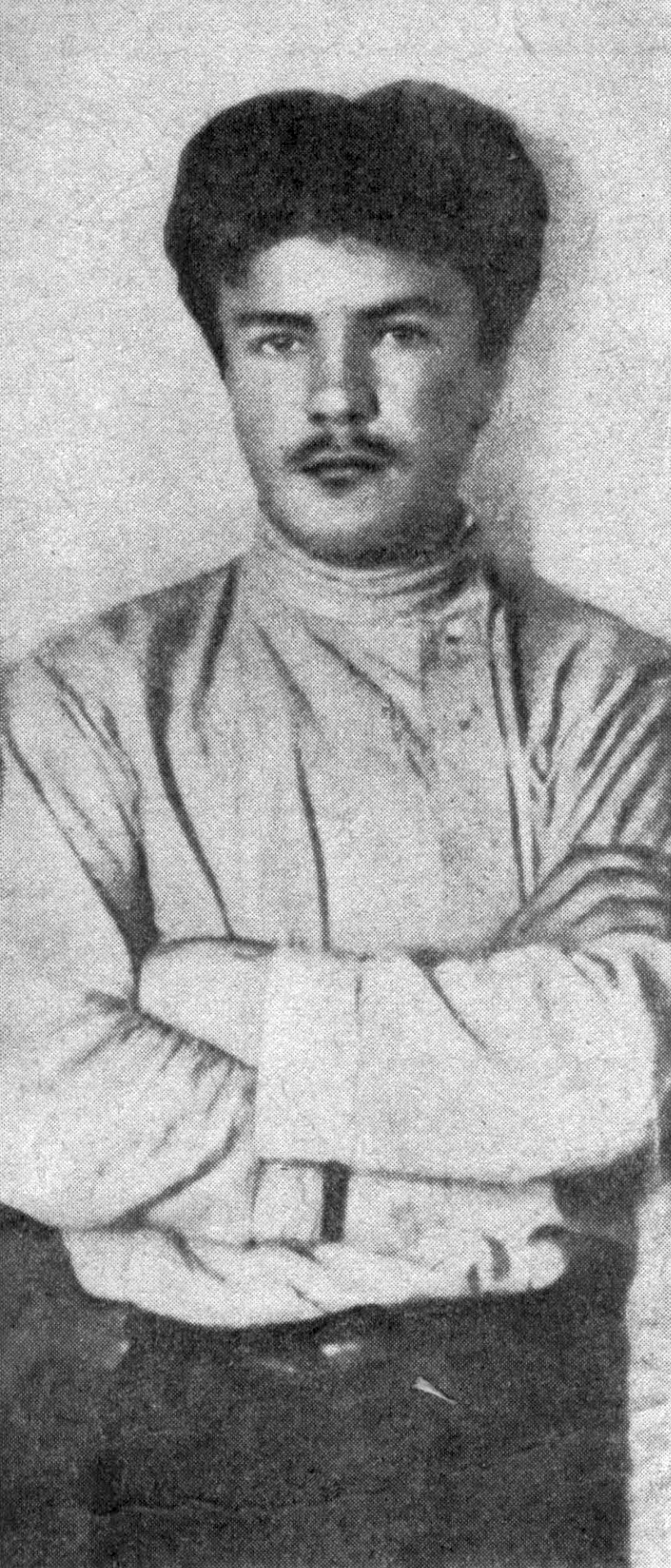
Вячеслав Скрябин (Молотов) в вологодской ссылке

Родился в слободе Кукарка Кукарской волости Яранского уезда Вятской губернии (ныне Советск Кировской области). Отец — Михаил Прохорович Скрябин (1856 — ок. 1923), из мещан города Нолинска, был приказчиком в Кукарке. Дед — Прохор Наумович (?—1903), нолинский мещанин. Мать — Анна Яковлевна Небогатикова из купеческой семьи города Нолинска.
Вячеслав был шестым ребёнком, всего в семье родилось десять детей (Михаил, Виктор, Николай (он же — композитор Нолинский), Зинаида, Владимир, Вячеслав, Сергей).
Во время учёбы в школе Вячеслав Скрябин играл на скрипке и писал стихи. С 1902 года вместе со старшими братьями до 1908 года учился в Казанском первом реальном училище. В эти годы большая часть казанской молодёжи была настроена весьма радикально. Вячеслав вступил в один из кружков самообразования по изучению марксистской литературы. Там он подружился с сыном богатого купца и наследником крупного состояния Виктором Тихомирновым, который вошёл в большевистскую группу в Казани в 1905 году. Его одноклассником по реальному училищу также был Александр Яковлевич Аросев, будущий полпред в Швеции, Латвии, Литве, Чехословакии, отец актрис Ольги и Елены Аросевых.

## Начало революционной деятельности
Летом 1906 года Вячеслав, следом за Тихомирновым, вступил в РСДРП.
Принимал участие в создании нелегальной революционной организации учащихся.
В 1909 году был арестован за революционную деятельность и был отправлен в ссылку в Вологду. Ссылку отбывал в Тотьме (июль — октябрь 1909) и Сольвычегодске (до марта 1910). С разрешения властей переехал в Вологду. В Вологодском реальном училище сдал экзамены на аттестат зрелости. Участвовал в выступлениях ансамбля мандолинистов в вологодском ресторане «Север» и кинотеатре «Рекорд». Освобождён в 1911 году. Сдав экстерном экзамены за реальное училище, в том же году поступил в Санкт-Петербургский политехнический институт и, согласно собственным воспоминаниям, был зачислен на кораблестроительный факультет, однако почти сразу переведён на экономический, где доучился до четвёртого курса: «Я очень мало занимался, но личная работа моя, внутри меня, значила много», — вспоминал он. Вёл партийную работу в Санкт-Петербурге и Москве.
В 1912 году начала издаваться первая легальная большевистская газета «Правда». К работе в газете Вячеслава Скрябина привлёк Тихомирнов, который передал на нужды газеты крупную сумму денег. Там В. М. Молотов работал секретарём редакции с 1912 по 1913 год. Во время подготовки издания «Правды» познакомился с одним из лидеров большевиков — Иосифом Сталиным. Сталин стал первым из руководителей большевистского подполья, с которым Скрябин лично встретился.
С осени 1914 года работал в Москве над воссозданием парторганизации, закрытой в начале Первой мировой войны. В 1915 году был арестован и сослан на три года в Иркутскую губернию, но в 1916 году бежал. В том же году стал членом Русского бюро ЦК РСДРП и вошёл в его руководящую тройку.
В годы Первой мировой войны всячески уклонялся от призыва в армию, проживая под чужими фамилиями: «Фотокарточки тогда не требовалось, фотография не так была развита, но нужно было, чтоб возраст соответствовал. Война, а я самого такого призывного возраста. Почему я освобождён? Вот горбун. Значит, освобождён по статье такой-то <…>. Для туберкулёзников тоже статья была. Так я и встретил февральскую революцию Александром Степановичем Потехиным. И тогда пришлось выправить свой паспорт».

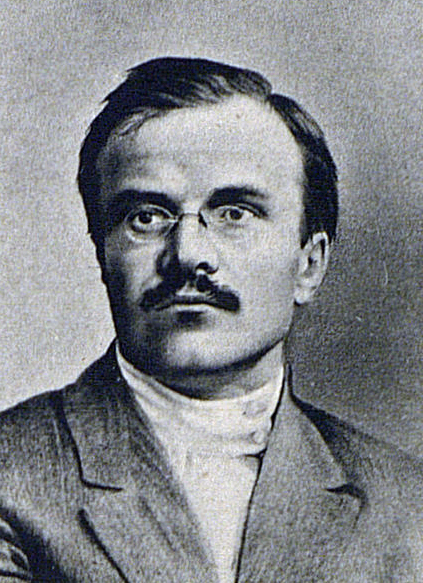
Вячеслав Скрябин (Молотов) в 1917 году

В 1915 году Вячеслав Скрябин стал использовать партийный псевдоним Молотов (в начале XX века такой же псевдоним имел деятель международного социал-демократического движения и сотрудник газет «Искра» и «Заря» Александр Львович Парвус).

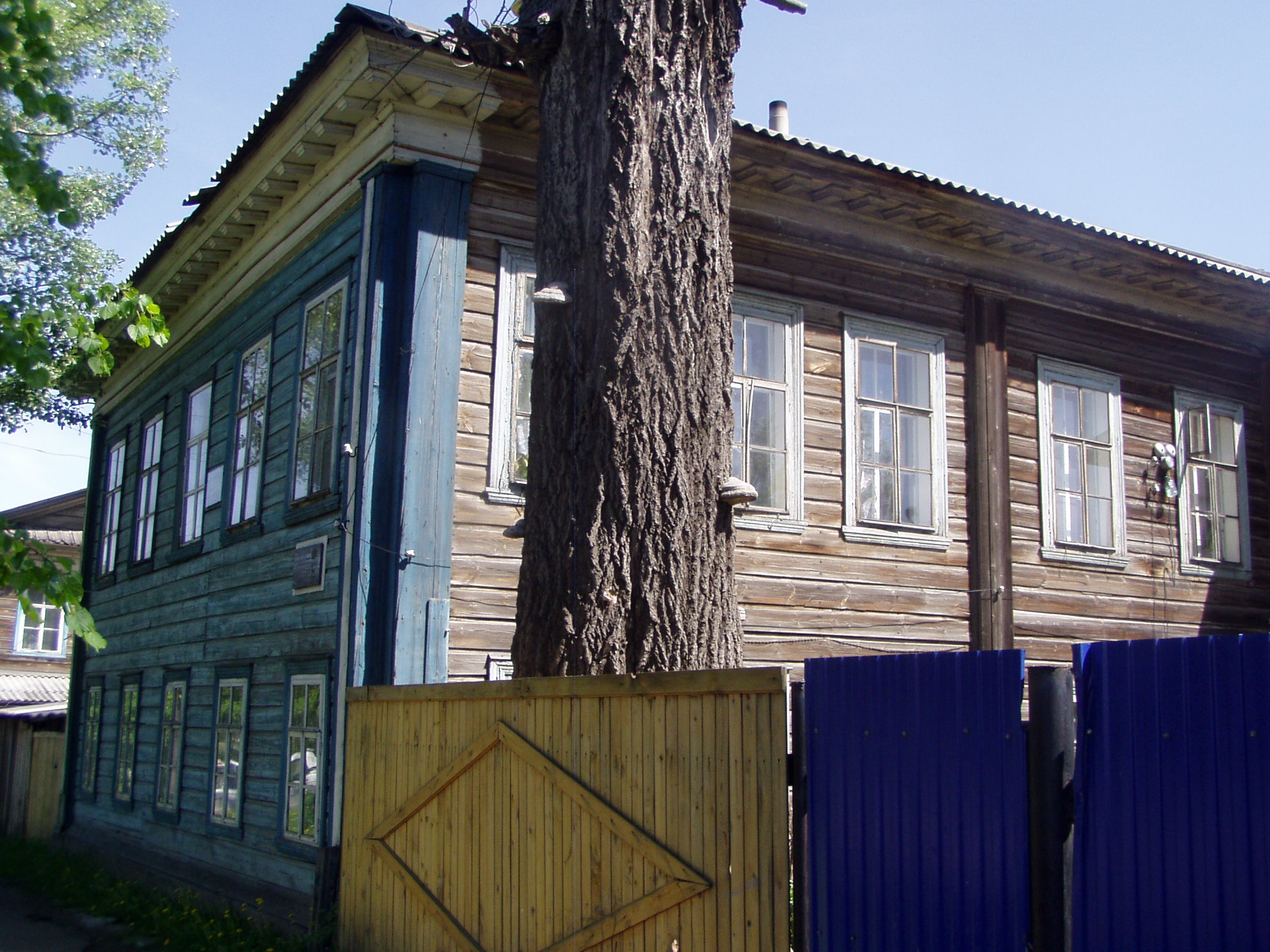
Дом в Советске (Кукарке), где родился В. М. Молотов (Скрябин)

Внук Молотова историк и политолог В. А. Никонов отметил, что выбор такого псевдонима был вызван тем, что

Молотов — это звучало вполне по-пролетарски, индустриально, что должно было импонировать рабочим, которые недолюбливали партийцев из интеллигенции. Вторая причина — вполне прозаическая. Деду было легче его произносить. В слове Скрябин три первых согласных звука заставляли его заикаться, особенно, когда он волновался.

В ночь на 27 февраля 1917 года на заседании Петроградского Совета впервые выступил как Молотов. 4 марта того же года решением Русского бюро ЦК РСДРП Вячеслав Молотов был введён в редакцию «Правды», в марте того же года был избран депутатом и членом Исполкома Петроградского совета, членом Петроградского комитета РСДРП(б). Во время Февральской революции Молотов высказывался в пользу углубления революции и против содействия Временному правительству, предвосхитив тем самым программные Апрельские тезисы Ленина.
Участник (от Петроградской организации) VII (апрельской) Всероссийской конференции РСДРП(б) проходившей 24—29 апреля 1917 года:329. Был выдвинут в состав ЦК (№ 21, без обсуждения), но не был избран:325, 228. Являлся делегатом (от Петроградской организации) VI съезда РСДРП(б), проходившего с 26 июля по 3 августа. На заседании 31 июля высказался за необходимость вооружённого восстания. В октябре 1917 года был членом Петроградского военно-революционного комитета.

## После Октябрьской революции
Со введением после Октябрьской социалистической революции в РКП(б) партбилетов Вячеславу Молотову был вручён партбилет с порядковым номером 5.
В 1918 году он был назначен председателем Совета народного хозяйства (СНХ) Северной области, при этом он был одним из ближайших сотрудников Григория Зиновьева.
С 1919 года работал уполномоченным ЦК РКП(б) и СНК РСФСР в Поволжье и председателем Нижегородского губисполкома. Коммунар (боец) ЧОН. В том же году в Петрограде вышла первая написанная им брошюра «Как рабочие учатся строить своё хозяйство» (опубликованная под псевдонимом «Молотов»). Летом 1919 года во время плавания на агитационном пароходе «Красная звезда» познакомился с Надеждой Крупской (с В. И. Лениным он познакомился ещё в апреле 1917 года). Вскоре у Вячеслава Молотова стали возникать острые конфликты с местными руководителями, в связи с этим его перевели работать на территорию Украины.
В 1920—1921 годах он работал в ЦК КП(б) Украины, был членом Политбюро и Оргбюро, первым секретарём ЦК.
C 16 марта 1921 по 21 декабря 1930 года Молотов являлся секретарём ЦК ВКП(б) (с 1921 года был ответственным секретарём, но 3 апреля 1922 года на этот пост, получивший название «генеральный секретарь», был назначен Сталин).
Член комиссии по организации похорон Ленина. После смерти Ленина Вячеслав Молотов начал активно поддерживать Сталина в борьбе с его политическими противниками — Львом Троцким, Григорием Зиновьевым, Львом Каменевым, «правыми уклонистами».
В 1924—1927 годах кандидат в члены, в 1929—1931 годах — член Президиума ЦИК СССР. С 1927 года являлся членом Президиума ВЦИК.
С 1928 по 1929 годы работал Первым секретарём московского городского комитета партии, сменив на посту одного из лидеров правой оппозиции Николая Угланова. В московском городском комитете провёл «чистку»: своих постов лишились 4 из 6 заведующих отделами горкома, 4 из 6 секретарей райкомов, 99 из 157 членов Московского комитета.

## 1930-е годы: глава правительства
19 декабря 1930 года решением объединённого пленума ЦК и ЦКК ВКП(б) Молотов назначен на пост председателя СНК СССР и Совета труда и обороны (28 апреля 1937 года Совет труда и обороны был распущен) вместо оппозиционера А. И. Рыкова. В начале 1930-х годов при СНК СССР была создана постоянная Комиссия обороны (с 1937 года — Комитет обороны), который возглавлял до 1940 года Молотов. В 1937—1939 годах занимал должность председателя Экономического Совета (ЭкоСо) СНК СССР.
Время нахождения Вячеслава Молотова на посту председателя СНК СССР принято связывать с эпохой высокого роста внутреннего валового продукта и обороноспособности государства, строительства, индустриализации, урбанизации и модернизации, массового энтузиазма во время первых пятилеток. Они совпали с поиском эффективных инструментов развития страны и моделей управления народным хозяйством для дальнейшей централизации и создания монолитного общества в условиях враждебного отношения других государств. Данный поиск был связан с противоречиями, негативными явлениями в политической жизни, которые были связаны как с охранительными тенденциями, так и с леворадикальными административно-командными перегибами на фоне растущей шпионской деятельности. Молотов усердно работал в годы первой и второй пятилеток, однако во многом не ладил со своими главными помощниками — наркомами, в том числе с народным комиссаром тяжёлой промышленности СССР Г. К. Орджоникидзе. В подобных случаях Сталин почти всегда поддерживал председателя СНК.
В 1931—1932 годах Молотов, наряду с другими высшими партийными руководителями, в качестве чрезвычайного уполномоченного занимался форсированием хлебозаготовок на юге Украины. В декабре 1931 года на заседании Политбюро ЦК КП(б)У Вячеслав Михайлович отметил крайнюю неудовлетворённость выполнением плана хлебозаготовок и возникшую прямую угрозу их срыва. Он потребовал применения «особых мер» и повышения «большевистской бдительности в отношении классового врага». В наше время в Украине он считается одним из виновников Голодомора. По этой причине в отношении Молотова 22 мая 2009 года Главным следственным управлением Службы безопасности Украины было заведено уголовное дело.

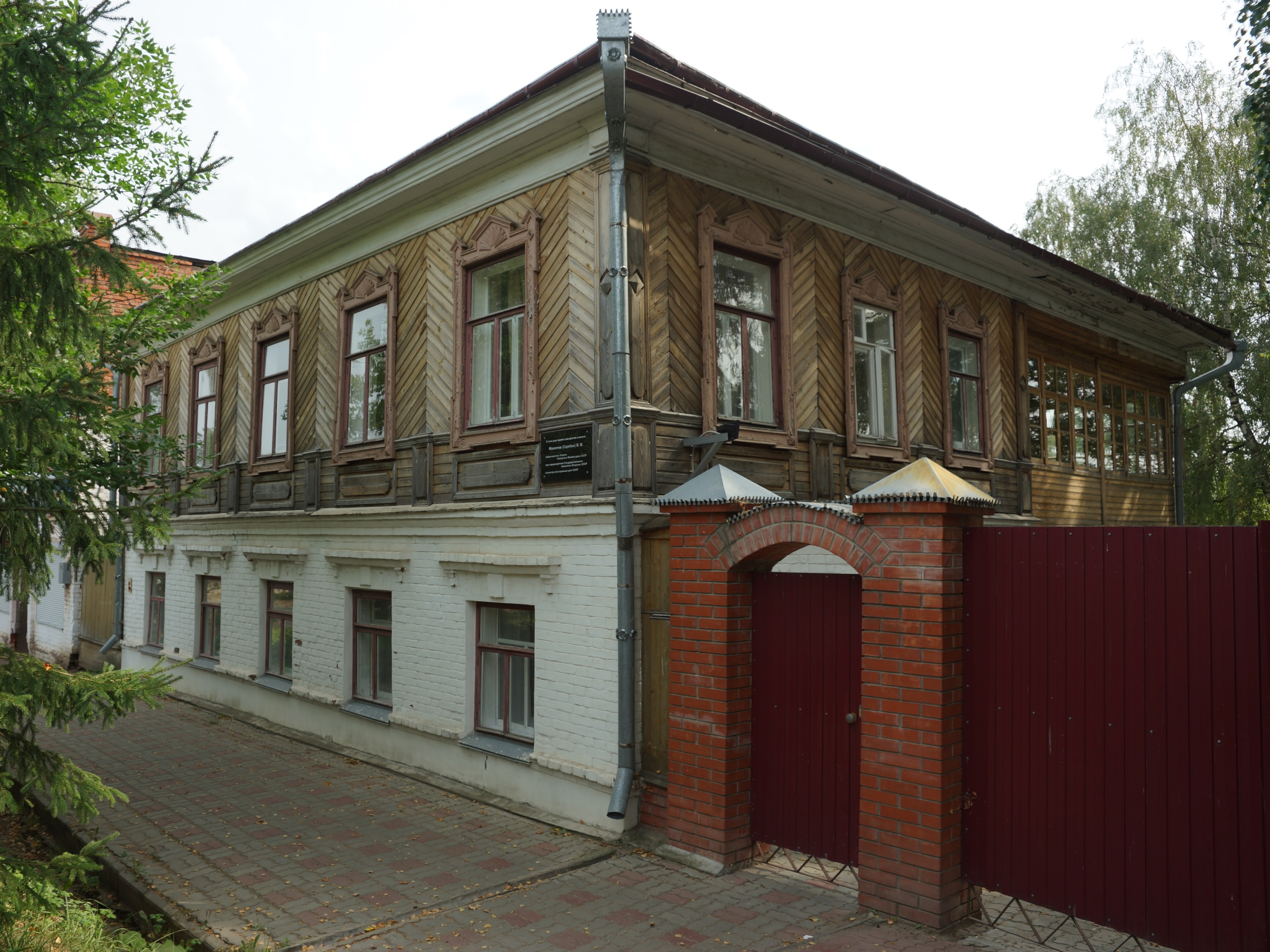
Дом в Нолинске, в котором провёл своё детство и юность В. М. Молотов (Скрябин)

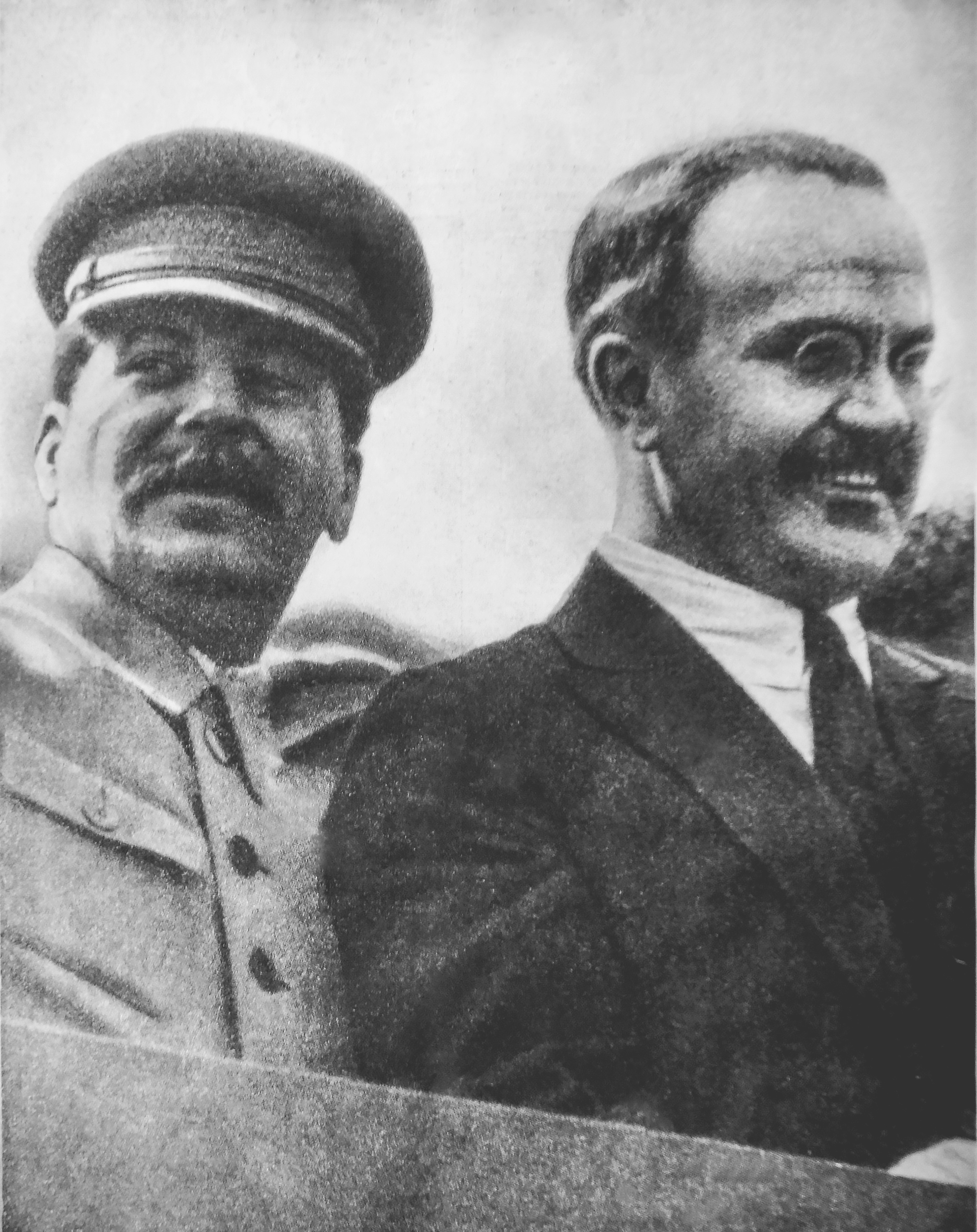
Вячеслав Молотов и Иосиф Сталин, 1932 год

В 1936 году Молотов чуть сам не оказался на скамье подсудимых, выступая против открытого процесса над Львом Каменевым и Григорием Зиновьевым.

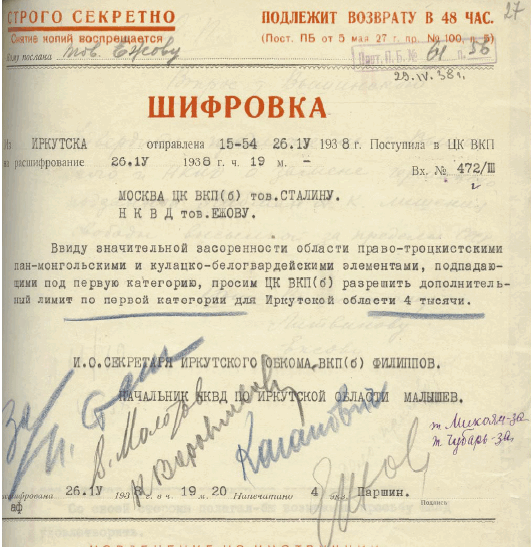
Телеграмма и. о. секретаря Иркутского обкома Филиппова и начальника НКВД Иркутской обл. Малышева об увеличении лимита на число расстрелянных. Резолюция Сталина «За», подпись Молотова вторая

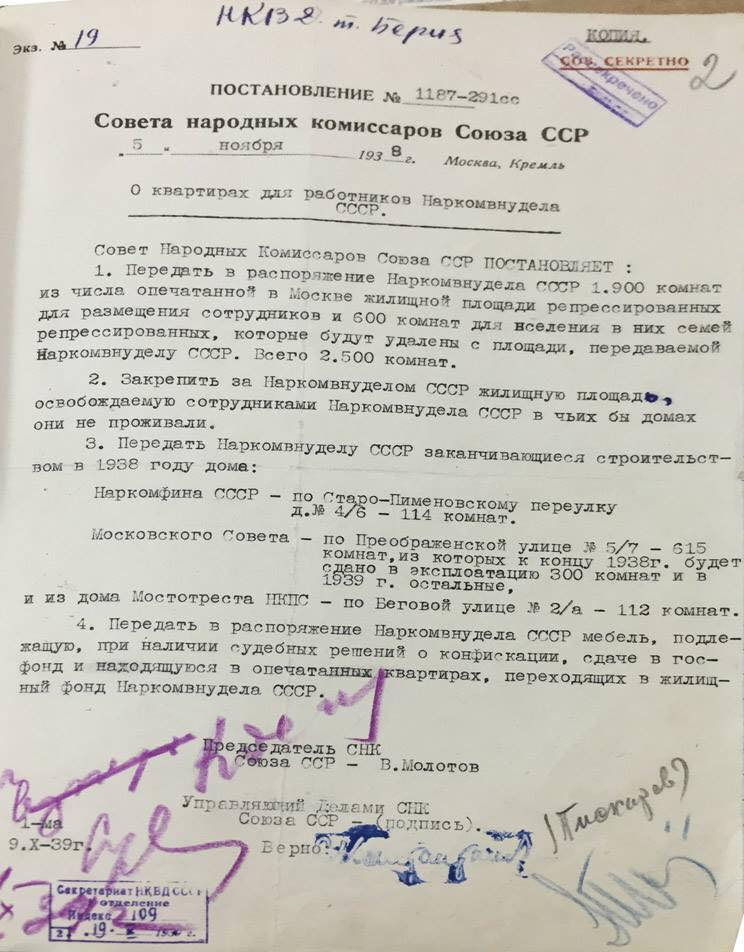
Постановление за подписью Молотова о квартирах для работников Наркомвнудела СССР

Однако вскоре Молотов перестал возражать против проведения репрессий, более того, он принял самое активное участие в организации массового террора 1937—1938 годов.
Вскоре наиболее приближённые к И. Сталину члены Политбюро ЦК стали подписывать важнейшие постановления, связанные с репрессиями, а также расстрельные списки на высших парт- и госаппаратчиков, составлявшиеся для рассмотрения дел в закрытом и упрощённом порядке. На счету В. Молотова самое большое их количество — 372, что выше чем у И. Сталина (для сравнения, минимальное число у С. В. Косиора — 5).
Исключительный для биографии Молотова случай рассказал известный в прошлом футболист «Спартака» Н. П. Старостин: против братьев Старостиных наркомом внутренних дел СССР Л. П. Берией было выдвинуто обвинение в создании террористической организации среди спортсменов. Однако Молотов не подписал ордер на арест.

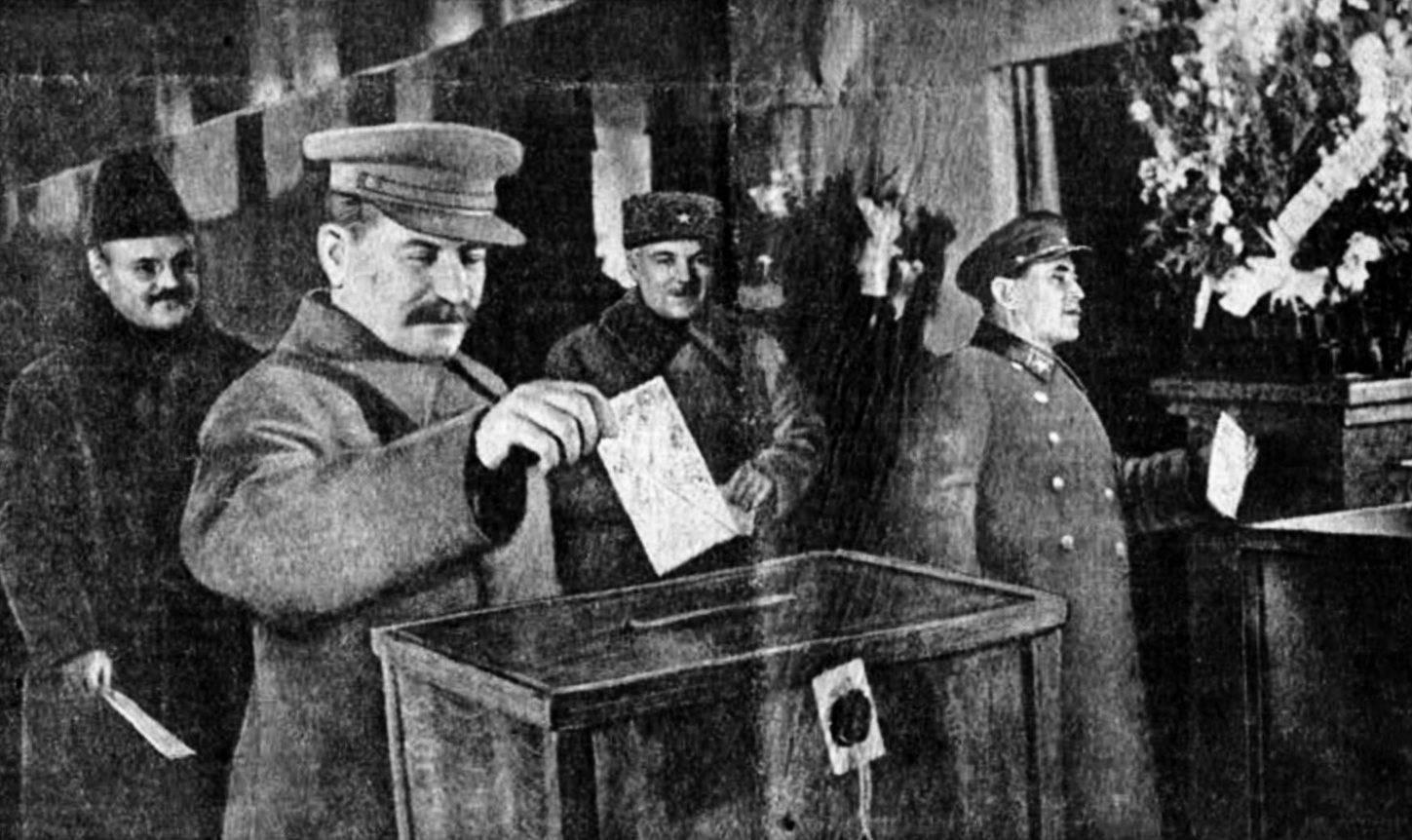
Молотов (слева), Сталин, Ворошилов и Ежов на выборах 1937 года

В 1937 году Молотову пришлось столкнуться с выпадами в свой адрес со стороны Сталина:

Документы свидетельствуют о том, что в конце 30-х годов Сталин оказывал на Молотова более заметное давление и по служебной линии, неоднократно делая ему выговоры по поводу тех или иных решений Совнаркома. Например, 28 января 1937 г. Молотов обратился в Политбюро с просьбой об утверждении дополнительных капитальных вложений для НКВД.
Сталин откликнулся на это резкой резолюцией: «т. Молотову. Почему нельзя было предусмотреть это дело при рассмотрении титульных списков? Прозевали? Надо обсудить в ПБ». Уже на следующий день предложение Совнаркома было принято, и это также свидетельствует о том, что раздражение Сталина было вызвано, скорее всего, не деловыми причинами.
17 октября 1937 г. Молотов обратился в Политбюро с просьбой об утверждении дополнительных капиталовложений для двух предприятий химической промышленности. Сталин поставил на письме резолюцию: «т. Чубарю. Кем составлена эта записка? Кто проверял цифры? Трудно голосовать за предложение т. Молотова». Подобное обращение Сталина к Чубарю через голову Молотова (который, судя по протоколам Политбюро, находился в это время в Москве) представляло собой демонстративное нарушение существующей субординации, выпад против Молотова, а, возможно, и попытку внести дополнительное напряжение во взаимоотношения Чубаря и Молотова. Чубарь, хотя и являлся заместителем председателя СНК и наркомом финансов, был подчинённым Молотова, и то, что письмо в Политбюро было подписано Молотовым, означало, что на уровне Совнаркома вопрос согласован и окончательно решён. Несмотря на это очевидное обстоятельство, Сталин вновь повторил свой выпад через несколько дней. 20 октября 1937 г. Молотов обратился в Политбюро с просьбой утвердить выделение из резервного фонда СНК 40 млн руб. на пополнение оборотных средств торгов системы Наркомата внутренней торговли, а Сталин вновь наложил на письме резолюцию: «А как думает на этот счёт т. Чубарь?» И в том, и в другом случае решение в конце концов было принято. Это означало, что Сталин не был против самих постановлений, а, скорее, устраивал некие политические демонстрации. Примеры сталинских атак на Молотова по поводу решений Совнаркома можно продолжить.
В достаточно унизительное положение был поставлен Молотов во время работы XVIII съезда ВКП(б). 14 марта 1939 г. он выступил на съезде с традиционным для председателя СНК докладом об очередном (третьем) пятилетнем плане развития народного хозяйства СССР. По содержанию доклад не представлял собой ничего особенного, и его основные положения были заранее согласованы и одобрены Политбюро. Однако, уже на следующий день, 15 марта, Политбюро, несомненно, по инициативе Сталина (на подлиннике постановления сохранилась сталинская правка), приняло постановление «О докладе т. Молотова на XVIII съезде ВКП(б) о третьей пятилетке». В нём говорилось: «1) Признать неправильным, что т. Молотов в своём докладе <…> не остановился на итогах дискуссии и на анализе основных поправок и дополнений к тезисам. 2) Предложить т. Молотову исправить это положение». Выполняя это решение Политбюро, Молотов в заключительном слове 17 марта изложил основное содержание предсъездовской «дискуссии», признав при этом (естественно, без ссылок на постановление Политбюро от 15 марта), что исправляет «упущение», сделанное в докладе.
В общем, ничего необычного в требовании дополнить доклад материалами предсъездовского обсуждения не было. Необычной была формула этого требования: демонстративное решение Политбюро, официальная констатация ошибки Молотова. Всё это разительным образом отличалось от аналогичных ситуаций, возникавших в 20-х и в первой половине 1930-х годов. 7 ноября 1926 г., например, Сталин так писал Молотову по поводу публикации их выступлений на XV конференции: «<…> Я теперь только понял всю неловкость тогда, что я не показал никому свой доклад. Твоя настойчивость насчёт поправок (поправок к речи Молотова перед её публикацией. — О. Х.) не говорит ли она о том, что я ошибся, не разослав друзьям (членам Политбюро. — О. Х.) свою речь? Я и так чувствую себя неловко после позавчерашних споров. А теперь ты хочешь меня убить своей скромностью, вновь настаивая на просмотре речи. Нет, уж лучше воздержусь. Печатай лучше в том виде, в каком ты считаешь нужным». Сохранившиеся письма показывают, что по крайней мере вплоть до 1936 г., Сталин демонстративно одобрял качество публичных выступлений Молотова. «Сегодня я читал международную часть. Вышло хорошо <…>», — писал он в январе 1933 г. по поводу предстоящего доклада Молотова на сессии ЦИК СССР. «Просмотрел. Вышло неплохо <…>», — так оценил Сталин предварительный текст доклада Молотова о советской конституции в феврале 1936 года. Если у Сталина и возникали в тот период какие-либо замечания, то он высказывал их Молотову приватно. «Глава о „демпинге“ хороша. Глава о „принудительном“ труде не полна, недостаточна. Замечания и поправки смотри в тексте», — писал Сталин Молотову по поводу проекта доклада последнего на съезде Советов СССР в марте 1931 г.

Сам Вячеслав Молотов о том периоде отзывался так:

Конечно, мы наломали дров. Сказать, что Сталин об этом ничего не знал, — абсурд, сказать, что он один за это отвечает, — неверно. Если обвинять во всём одного Сталина, то тогда он один и социализм построил, и войну выиграл. А вы назовите того, кто меньше, чем Сталин, ошибался? Сыграл свою роль наш партийный карьеризм — каждый держится за своё место. И потом у нас если уж проводится какая-то кампания, то проводится упорно, до конца. И масштабы, и возможности большие. Контроль над органами был недостаточным. Революции без жертв не бывает.

Говоря о степени своей ответственности за политические репрессии, Молотов заявлял:

Нет, я никогда не считал Берию главным ответственным, а считал всегда ответственным главным Сталина и нас, которые одобряли, которые были активными, а я всё время был активным, стоял за принятие мер. Никогда не жалел и никогда не пожалею, что действовал очень круто. Но были и ошибки, конечно.

В декабре 1935 года Молотов писал академику И. П. Павлову:

советские власти охотно исправят действительно допущенные на месте ошибки, и в отношении указываемых Вами лиц будет произведена надлежащая проверка. Но, с другой стороны, должен Вам прямо сказать, что в ряде случаев дело оказывается вовсе не таким простым и безобидным, как это иногда кажется на основе обычного житейского опыта, старых встреч, прежних знакомств и т. п. Мне во всяком случае не раз приходилось в этом убеждаться, особенно в сложной и богатой крутыми переменами политической обстановке нашего времени.

## Нарком иностранных дел СССР
3 мая 1939 года на посту наркома иностранных дел СССР Максима Литвинова сменил сохраняющий должность председателя Совнаркома СССР Вячеслав Молотов.
«С его именем связан вынужденный отход советской дипломатии от предвоенной политики, направленной на обеспечение коллективной безопасности в Европе, к попыткам самостоятельного решения вопроса безопасности страны».
Вступив в новую должность, Молотов провёл кадровые перестановки в наркомате, в частности, уже 4 мая была арестована группа ближайших к Литвинову сотрудников, но сам Литвинов арестован не был. 23 июля 1939 года собрание НКИД приняло резолюцию, в которой в частности говорилось: «За этот короткий промежуток времени проделана огромная работа по очищению НКИД от негодных, сомнительных и враждебных элементов».
Молотов выдвинул на ответственную дипломатическую работу Андрея Громыко и ряд других молодых специалистов, получивших впоследствии широкую известность в сфере внешнеполитической деятельности.

### Договор о ненападении между СССР и Германией

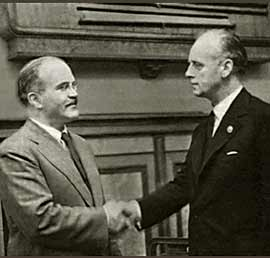
Молотов и Риббентроп — 23 августа 1939 года

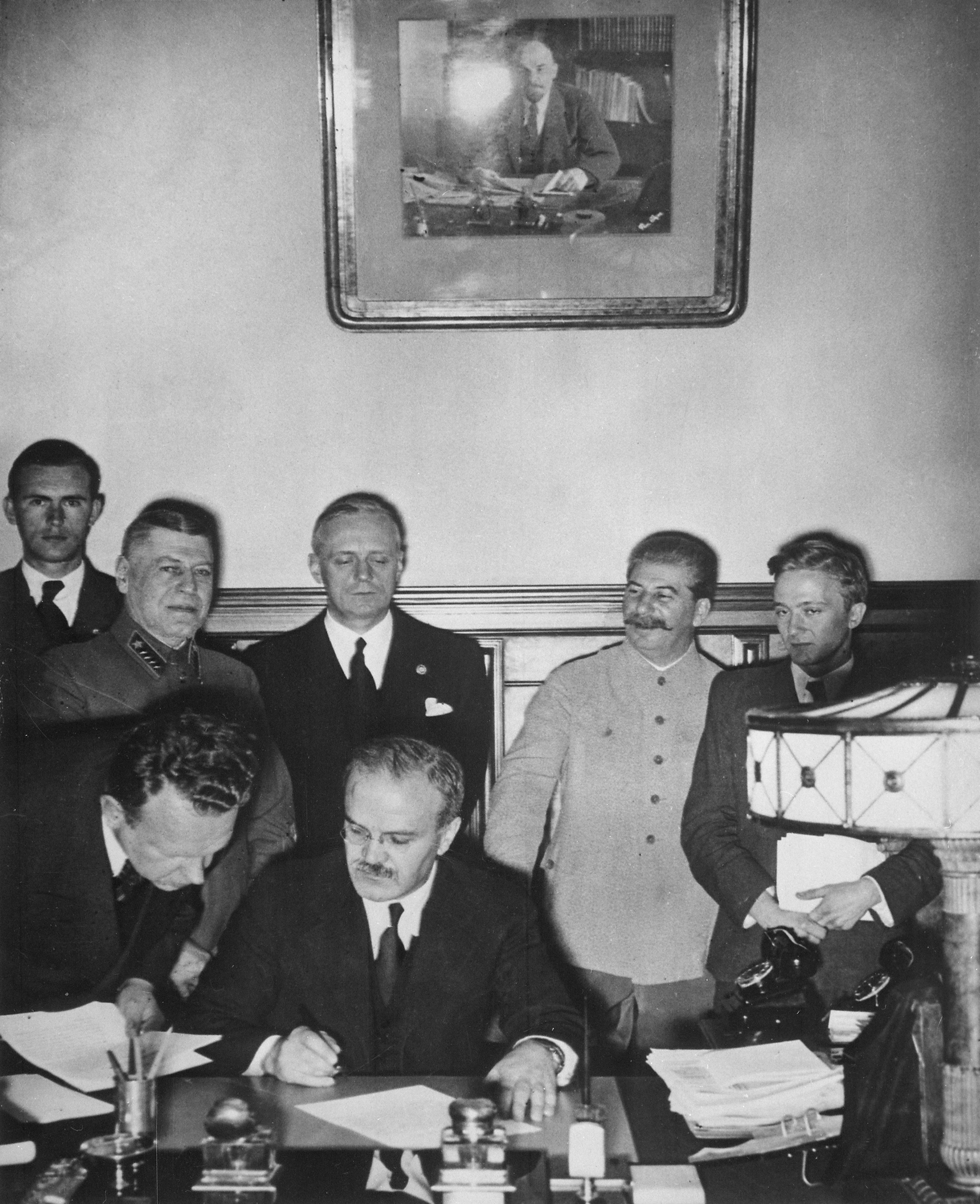
Молотов подписывает Договор о дружбе и границе между СССР и Германией, за ним Риббентроп, справа Сталин

Летом 1939 года Молотов активно участвовал в англо-франко-советских переговорах в Москве, а после их неудачи провёл переговоры и подготовил заключение Договора о ненападении с Германией, который по докладу Молотова был ратифицирован Верховным Советом СССР 31 августа 1939 года.
28 сентября 1939 года Молотовым был подписан новый германо-советский договор «О дружбе и границе». В результате новых советско-германских соглашений к УССР и БССР были присоединены восточные воеводства Польши с преимущественно украинским и белорусским населением, а Виленский край с городом Вильно вошёл в состав тогда ещё независимой Литвы.
Официальная внешнеполитическая позиция СССР в отношении процессов, сопровождавших начало Второй мировой войны, подробно изложена В. М. Молотовым в докладе от 31 октября 1939 года на внеочередной пятой сессии Верховного Совета СССР:

 <…> всякую <…> идеологическую систему, можно признавать или отрицать, это — дело политических взглядов. Но любой человек поймёт, что идеологию нельзя уничтожить силой, нельзя покончить с нею войной.<…>

Являлся непосредственным участником советско-финляндских переговоров об изменении границы, продлившихся всего два месяца. В речи по радио от 29 ноября 1939 года обосновал необходимость войны с «финляндским правительством, запутавшимся в своих антисоветских связях с империалистами», и объявил о разрыве пакта о ненападении. 29 марта 1940 года по окончании Зимней войны охарактеризовал её как «столкновение наших войск не просто с финскими войсками, а с соединёнными силами империалистов». Первым озвучил нереальные данные о «линии Маннергейма», потерях, размерах военной помощи со стороны западных стран, а также заявил о фактах расчленения советских пленных и прочих зверствах.

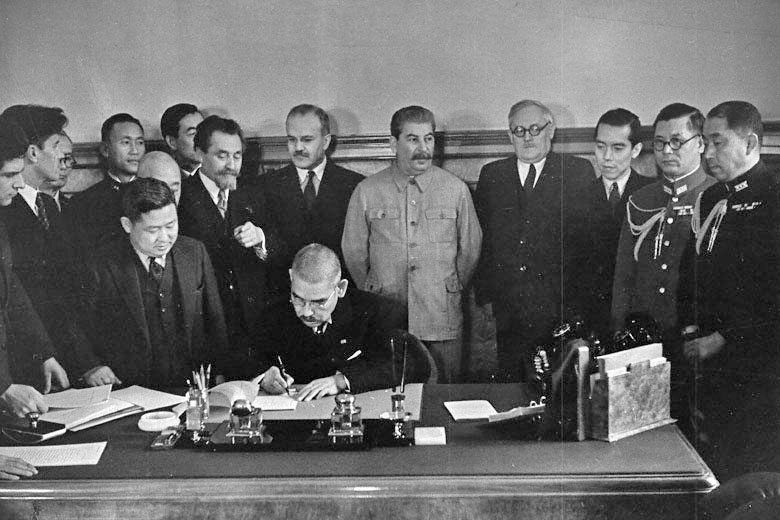
Подписание советско-японского пакта о нейтралитете

Прибытие Вячеслава Молотова в середине ноября 1940 года в Берлин с целью переговоров стало ответным визитом на два приезда в Москву Риббентропа. За трёхдневное пребывание советской делегации в Берлине состоялись беседы с Адольфом Гитлером и две официальные встречи с Иоахимом Риббентропом, но по результатам этих переговоров стороны так и не пришли к компромиссу: советская сторона не присоединилась к Тройственному союзу. Кроме того, Народный комиссариат по иностранным делам выразил недовольство Советского Союза присутствием немецких войск в Румынии и Финляндии, а также угрозой введения их в Болгарию.
8 марта 1940 года в связи с 50-летним юбилеем В. М. Молотова указом Президиума ВС СССР г. Пермь был переименован в г. Молотов и Пермская область — в Молотовскую (оба прежних названия будут возвращены в октябре 1957 года).
5 апреля 1941 года был подписан договор о дружбе и ненападении с Югославией (за сутки до начала германской агрессии против этой страны), затем подписан советско-японский пакт о нейтралитете. Молотов, как глава внешнеполитического ведомства, принимал непосредственное участие в этих дипломатических действиях.
6 мая 1941 года Молотов был освобождён от должности главы правительства «ввиду неоднократных заявлений о том, что ему трудно исполнять обязанности наряду с исполнением обязанностей наркома», СНК возглавил лично Сталин, а сам Молотов был назначен его заместителем.

### ПериодВеликой Отечественной войны
Ранним утром в 4 часа 22 июня 1941 года после артиллерийской и авиационной подготовки немецкие войска перешли границу СССР. Уже после этого, в 5:30 утра (по словам самого Молотова, раньше — около 3 часов ночи) посол Германии в СССР В. Шуленбург явился к Молотову и сделал заявление, содержание которого сводилось к тому, что советское правительство проводило подрывную политику в Германии и в оккупированных ею странах, а также внешнюю политику, направленную против Германии, и «сосредоточило на германской границе все свои войска в полной боевой готовности». Заявление заканчивалось следующими словами: «Фюрер поэтому приказал германским вооружённым силам противостоять этой угрозе всеми имеющимися в их распоряжении средствами».
В 12 часов того же дня Молотов выступил по радио с историческим объявлением о начале войны, закончив эту речь знаменитыми словами: «Наше дело правое. Враг будет разбит. Победа будет за нами».
Финляндия не позволила Германии нанести непосредственный удар со своей территории, и немецкие части в Петсамо и Салла были вынуждены воздержаться от перехода границы. Происходили лишь эпизодические перестрелки между советскими и финскими пограничниками, но в целом на советско-финской границе сохранялась спокойная обстановка. Однако, начиная с 22 июня, бомбардировщики немецкого люфтваффе начали использовать финские аэродромы как дозаправочную базу перед возвращением в Германию. Эти данные стали известны намного позже, а 23 июня Молотов вызвал к себе финского поверенного в делах Хюннинена и спросил лишь о том, что означают в выступлении Гитлера от 22 июня слова о немецких войсках, которые «в союзе с финскими товарищами ❬…❭ защищают финскую землю». Финский представитель не смог объяснить сказанное Гитлером. Молотов потребовал от Финляндии чёткого определения её позиции по отношению к СССР.
26 июня Молотов пишет послу СССР в США Константину Уманскому: «Вам следует немедленно пойти к Рузвельту или Халлу и запросить, каково отношение американского правительства к этой войне и к СССР. Вопросов о помощи сейчас не следует ставить». 12 июля Молотов и посол Криппс подписали Соглашение между правительствами СССР и Великобритании о совместных действиях в войне против Германии. Результатом данного соглашения являлось то, что налаживалось сотрудничество со странами антигитлеровской коалиции, восстанавливались дипломатические отношения с правительствами европейских государств, которые были оккупированы нацистской Германией, находившимися в эмиграции в Лондоне (Бельгия, Норвегия, Польша, Чехословакия и другие).
30 июня 1941 года с образованием Государственного комитета обороны (ГКО) Молотов был утверждён заместителем его председателя Сталина.
14 августа Молотов сообщил послу СССР в Турции Сергею Виноградову, что советское правительство согласно установить официальные отношения с Шарлем Де Голлем как руководителем французов-антифашистов.
С 29 сентября по 1 октября 1941 года в Москве состоялась конференция, в которой принимали участие СССР, США и Великобритания; на конференции были согласованы вопросы о военных поставках Советскому Союзу. Выступая на заключительном заседании, глава советской делегации Молотов сказал, что «отныне создан мощный фронт свободолюбивых народов во главе с Советским Союзом, Англией и Соединёнными Штатами Америки». В октябре 1941 года наркомат иностранных дел СССР вместе с дипкорпусом был эвакуирован в Куйбышев, но Молотов, как и Сталин, оставался в Москве. В Москве уделял внимание военным поставкам из Великобритании и США и открытию второго фронта в Европе.

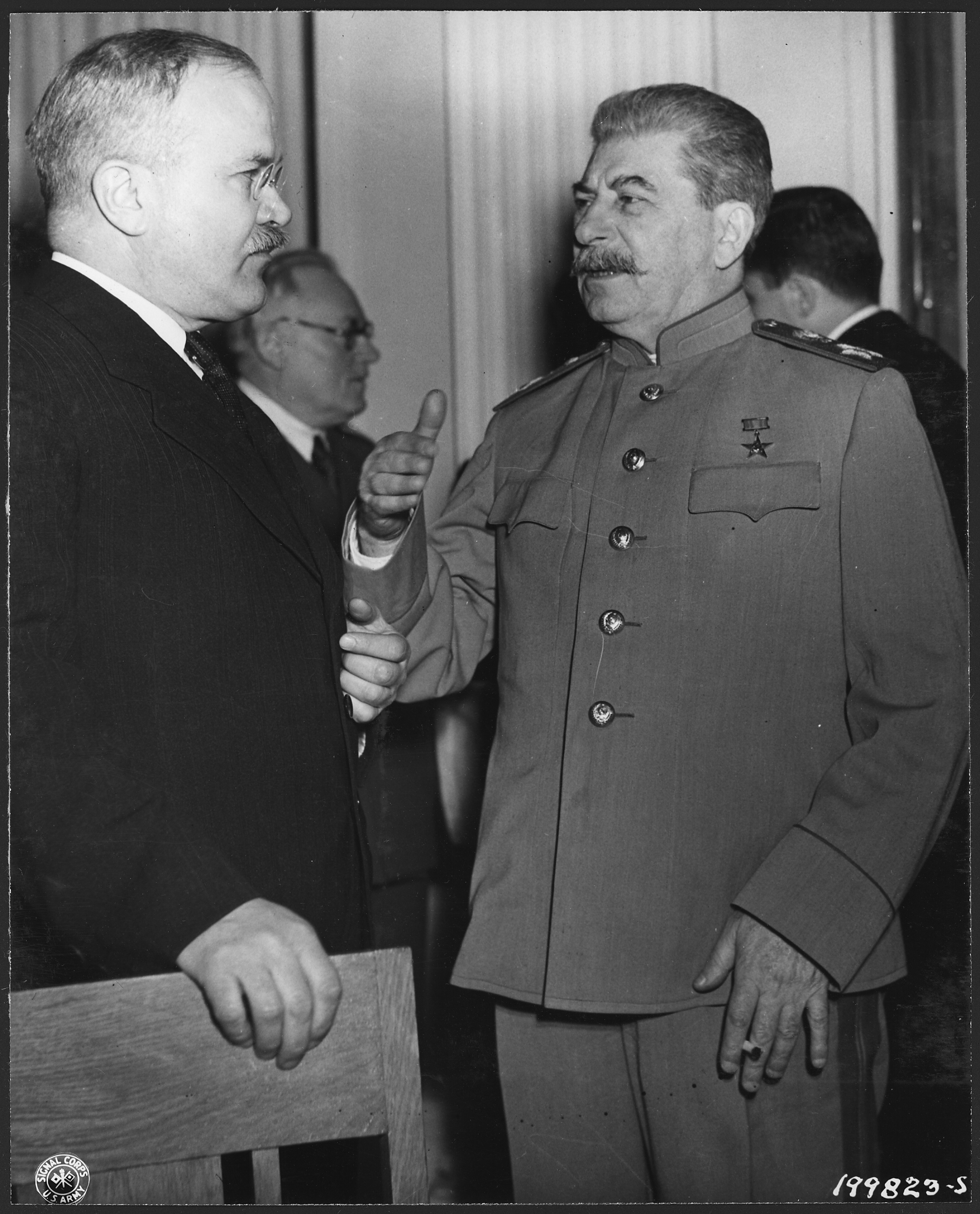
Вячеслав Молотов (слева) и Иосиф Сталин в Ялте

В октябре 1941 года во время катастрофы под Вязьмой Вячеслав Молотов в единственный раз был послан на фронт, но основные решения принимал сопровождавший его А. Василевский.
В конце мая — начале июня 1942 года Молотов посетил с дипломатической миссией союзников: Великобританию и США. Перелёт в Великобританию на самолёте Пе-8 под управлением лётчика Энделя Пусэпа проходил через линию фронта и далее через территорию, занятую немецкими войсками, с посадкой в Шотландии. 26 мая Молотов вместе с Энтони Иденом подписал в Лондоне Англо-советский союзный договор. У. Черчилль высоко оценил «государственную мудрость и понимание», проявленные наркомом в переговорах[уточнить]. Далее был не менее рискованный перелёт в США, где переговоры в Белом доме закончились 1 июня. На обратном пути вновь посадка в Британии и ещё одни переговоры. 12 июня делегация вернулась в Москву.
Подписал постановление СНК о производстве бутылок с зажигательной смесью, которая получила неофициальное название «коктейль Молотова» (по одной из версий, данное название было дано финнами — «коктейли для Молотова»). 16 августа 1942 года Молотов был повышен до первого заместителя председателя СНК. Вячеслав Молотов принимал участие в Тегеранской, Ялтинской, Потсдамской конференциях, которые создали основы послевоенного мирного урегулирования.
Помимо дипломатической работы Вячеслав Молотов отвечал за производство танков. Кроме того, изначально именно Молотову, в 1942 году, было поручено руководство советским «атомным проектом» — работами по созданию в СССР атомного оружия. Однако, по воспоминаниям академика И. В. Курчатова, из-за своего рутинного мышления Молотов так и не смог досконально вникнуть во все детали данного проекта, из-за этого все работы над бомбой «топтались на месте», в результате чего было упущено несколько лет.
Указом № 79 Президиума Верховного Совета СССР от 30 сентября 1943 года за особые заслуги перед советским государством в развитии танковой промышленности в годы Великой Отечественной войны Вячеславу Михайловичу Молотову присвоено звание Героя Социалистического Труда со вручением ордена Ленина и медали «Серп и Молот».
Кроме военных вопросов, Молотов курировал вопросы науки, в том числе работу МГУ. В его архиве сохранилась переписка, связанная с письмом 14 академиков председателю Всесоюзного комитета по делам высшей школы Сергею Кафтанову, и документы, связанные с дальнейшим развитием этой ситуации.
Письмо четырёх академиков, написанное от лица Абрама Иоффе, было адресовано лично к нему.
Вячеслав Молотов вмешался в ситуацию противостояния между так называемой «академической» и «университетской» физикой и разрешил этот вопрос.
Кроме того, по инициативе Молотова в целях подготовки кадров для дипломатических учреждений СССР 14 октября 1944 года на базе факультета международных отношений МГУ был создан Московский государственный институт международных отношений.

### Послевоенный период
В первые послевоенные годы Молотов в качестве главы советской внешней политики часто выезжал за границу: он участвовал в конференции в Сан-Франциско, на которой создавалась Организация Объединённых Наций. Молотов также возглавлял советские делегации на большинстве сессий Совета министров иностранных дел — СССР, США, Великобритании, Франции и Китая, на Парижской мирной конференции 1946 года, где он активно защищал территориальные интересы Албании, Болгарии и Югославии.
19 марта 1946 года СНК был преобразован в Совет министров; соответственно, Молотов стал первым заместителем председателя Совета министров СССР. На этом посту курировал образование, науку и правоохранительные органы.
Вспоминая о выработке в июне 1947 года советской позиции в отношении предложения США об оказании помощи странам Европы, Молотов говорил:

Вначале мы в МИД хотели предложить участвовать всем социалистическим странам, но быстро догадались, что это неправильно. Они затягивали нас в свою компанию, но подчинённую компанию, мы бы зависели от них, но ничего бы не получили толком, а зависели бы безусловно. Но если на Западе считают, что это была наша ошибка, что мы отказались от плана Маршалла, значит, правильно мы сделали.
Вячеслав Молотов часто выезжал в США для участия в работе ООН, причём из-за своей непримиримой позиции, а также частого использования права «вето», в дипломатических кругах получил прозвище «Господин Нет» (вариант «Мистер Нет» (англ. Mr. No, Mr. Nyet); позднее это прозвище «унаследовал» А. А. Громыко).
В 1947 году Молотову были делегированы полномочия Сталина по атомному проекту: 8 февраля 1947 года на заседании Политбюро ЦК ВКП(б) было принято решение о том, что вопросы работы Спецкомитета при Совете министров СССР докладываются или непосредственно председателю Совета министров И. В. Сталину или его первому заместителю В. М. Молотову. С 1947 по 1949 годы Молотов возглавлял советскую внешнюю разведку в качестве председателя Комитета информации при Совете министров СССР.
В 1949 году входил в Постоянную комиссию по проведению открытых судебных процессов по наиболее важным делам бывших военнослужащих германской армии и немецких карательных органов, изобличённых в зверствах против советских граждан на временно оккупированной территории Советского Союза. Участвовал в организации процессов над немецкими и японскими военными преступниками.
29 января 1949 года была арестована жена Молотова Полина Жемчужина, а 4 марта того же года он был смещен с поста главы МИДа (пост занял Андрей Вышинский). По мнению Жореса Медведева, «заговор против Молотова был спланирован очень умело, но и очень жестоко. Он включал убийство Михоэлса, аресты и расстрелы членов ЕАК, включая Лозовского, и арест Полины Жемчужиной. Заговор против ленинградской партийно-государственной группы был менее тонким, но не менее жестоким. К концу 1949 года Маленков и Берия практически полностью расчистили себе дорогу к власти». 2 января 1950 года по поручению Сталина посетил прибывшего в СССР Мао Цзэдуна.
В октябре 1952 года на послесъездовском (XIX съезд КПСС) пленуме ЦК Молотов, хоть и был избран в состав Президиума ЦК, не вошёл в состав его руководящего бюро; на том же пленуме ЦК он и Анастас Микоян были подвергнуты уничтожительной критике Сталиным. О существовании секретного, не предусмотренного партийным уставом бюро Президиума в печати не сообщалось. В официальной советской пропаганде Молотов по-прежнему изображался как ближайший из соратников Сталина; в частности, в букваре 1952 года в конце приводились портреты и биографии Ленина, Сталина и Молотова.

## После Сталина

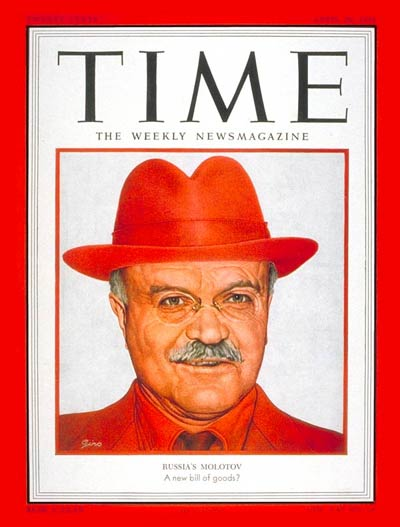
На обложке американского журнала Time в 1953 году. Подпись Новое заблуждение? (A new bill of goods?)

5 марта 1953 года после смерти Сталина Молотов был снова назначен министром иностранных дел и одновременно первым заместителем председателя Совета министров СССР. Бюро Президиума ЦК было ликвидировано, состав Президиума ЦК существенно сокращён, Молотов остался его членом, в результате чего он вернулся в состав высшего руководства страны.
В июне 1953 года поддержал инициативу Маленкова и Хрущёва по аресту Берии, а затем, в 1954—1955 годах, поддержал Хрущёва в его противостоянии с Маленковым.
В 1955 году Молотов был назначен председателем комиссии по пересмотру открытых процессов и закрытого суда над военачальниками.
В последующем Молотов и Хрущёв стали расходиться по многим вопросам. Молотов возражал против полного вывода советских войск из Австрии, скептически отнёсся к нормализации отношений с Югославией, считая необходимой критику антисоветских выступлений югославского руководства, разногласия касались также целесообразности чрезмерного и форсированного освоения целины, включения Крыма в состав УССР.
В марте 1956 года в Тбилиси прошёл ряд манифестаций под лозунгами «Долой Хрущёва!» и «Молотова — во главе КПСС», демонстрации были разогнаны армией. 1 июня 1956 года Молотов под предлогом неправильной югославской политики был освобождён от должности министра иностранных дел, но 21 ноября, «в компенсацию», назначен министром государственного контроля СССР.
В 1957 году Молотов возглавил так называемую «антипартийную группу» против Хрущёва. Объединившись с Лазарем Кагановичем и Георгием Маленковым, Молотов предпринял попытку смещения Хрущёва. На заседании Президиума ЦК группа Молотова выступила с критикой работы Хрущёва в должности Первого секретаря ЦК (основные претензии заключались в фактах нарушения Хрущёвым правил «коллективного руководства», а также в спорах вокруг выявившихся хозяйственно-экономических и внешнеполитических проблем) и получила поддержку подавляющего большинства членов высшего партийного органа (Климент Ворошилов, Николай Булганин, Михаил Первухин, Максим Сабуров, Дмитрий Шепилов). Хрущёва предполагалось назначить министром сельского хозяйства, а пост Первого секретаря передать Молотову или вообще упразднить. Но сторонникам Хрущёва удалось быстро собрать Пленум ЦК, на котором «антипартийная группа» потерпела поражение. Спохватившись, что против Хрущёва выступил фактически почти весь Президиум ЦК КПСС, все высшие руководители страны, включая главу государства — председателя Президиума Верховного Совета и главу правительства — председателя Совета министров СССР, пленум решил отставить первых заместителей председателя Совмина — Маленкова, Кагановича, Молотова и министра иностранных дел Шепилова. 29 июня 1957 года Молотов был снят со всех постов «за принадлежность к антипартийной группе», выведен из состава Президиума ЦК КПСС и из ЦК КПСС. Три города, названные в его честь, в 1957 году были переименованы.
В 1957 году Вячеслав Молотов был назначен послом СССР в Монголии. С 1960 по 1961 годы руководил советским представительством при штаб-квартире агентства ООН по атомной энергии (МАГАТЭ) в Вене. На состоявшемся в октябре 1961 года XXII съезде КПСС Хрущёв и его союзники впервые заявили о прямой персональной ответственности Молотова, Кагановича и Маленкова за беззакония, совершавшиеся при Сталине, и потребовали исключить их из партии. В середине ноября 1961 года Молотов был отозван из Вены, снят с занимаемой должности и исключён из партии. 12 сентября 1963 года Молотов был отправлен на пенсию.
По воспоминаниям главного редактора газеты «Известия» Алексея Аджубея, после XXII съезда КПСС жена Молотова добилась приёма у Хрущёва. «В ответ на её просьбу восстановить мужа в партии Никита Сергеевич показал ей документ с резолюцией Молотова о расстреле жён Косиора, Постышева и других ответственных работников Украины, затем спросил, можно ли, по её мнению, говорить о восстановлении Молотова в партии или надо привлекать его к суду».

## Последние годы
Несмотря на опалу, Молотов продолжил вести активный образ жизни, постоянно работал дома или в библиотеке. Мемуары он не писал, но свои взгляды на те или иные события общественной жизни он излагал в записках, которые направлял в ЦК КПСС. В течение ряда лет добивался восстановления членства в партии и в 1984 году при поддержке главного редактора журнала «Коммунист» Р. И. Косолапова Молотов был восстановлен в партии. Генеральный секретарь К. У. Черненко лично вручал ему партийный билет. Однако решение о восстановлении Молотова в партии было проведено без объявления в партийной печати. С восстановлением в партии с сохранением партстажа с 1906 года он стал её старейшим членом. В 1986 году успел дать интервью газете «Московские новости», в котором сообщил: «У меня счастливая старость. Хочу дожить до 100 лет».

Больше всего [Молотов] переживал, что его исключили из партии. И всё время писал в ЦК, Комитет партийного контроля письма с просьбами о восстановлении. Для себя в материальном плане он не просил ничего.
Жил он на маленькой деревянной даче в Жуковке, которую мы [Совмин] ему выделили. До девяноста лет ездил в поликлинику на электричке. Всегда там сидел в общей очереди, хотя все, конечно, предлагали пропустить его.
Как-то мой товарищ, живший на даче рядом с Молотовым, рассказал мне, что Вячеслав Михайлович с женой бедствуют. Пенсия у него была 300 рублей в месяц, но из неё они полностью платили за дачу, уголь, оплачивали истопника и женщину, которая помогала им по хозяйству, и в результате у них не оставалось практически ничего. Мы приняли решение об увеличении им с Кагановичем пенсии на 50 рублей, освободили от платы за дачу и уголь. Истопнику и сестре-хозяйке дали зарплату <…>.
В последний раз я видел [Молотова] на похоронах Булганина [1975 год]. Он стоял в сторонке, один. Я подошёл, говорю: «Вячеслав Михайлович, давайте подойдём ближе, простимся». Он был очень тронут этим проявлением внимания.
— Из воспоминаний Михаила Смиртюкова, помощника заместителя председателя Совнаркома СССР

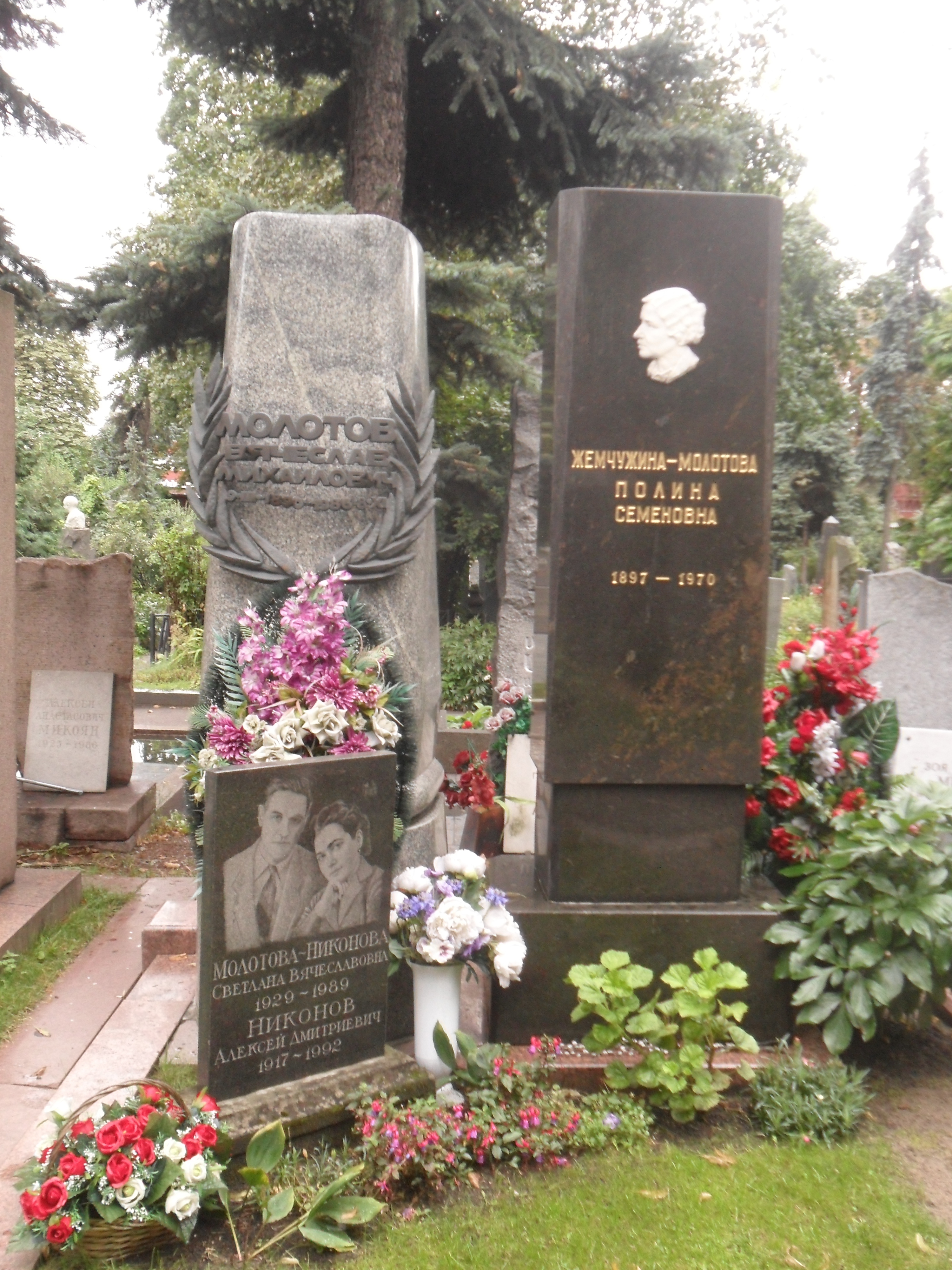
Памятник на могиле Вячеслава Молотова на Новодевичьем кладбище в Москве

В отличие от имён Маленкова и Кагановича, имя Молотова и после отставки и исключения из партии продолжало свободно упоминаться в литературе, печати, кино, статьи о нём помещались в энциклопедии. Образ Молотова неоднократно появлялся в художественных фильмах, его играл, главным образом Николай Засухин (ранее, в 1940-е годы — Максим Штраух).
В 1970-е и 1980-е годы поэт и журналист Феликс Чуев часто гостил в доме Молотовых, делал записи, на основании которых позднее были изданы книги — «Сто сорок бесед с Молотовым» и «Полудержавный властелин». Из этих публикаций видно, что до конца своей жизни Молотов оставался ортодоксальным приверженцем политики Сталина, оправдывал политические репрессии в СССР:

Я защищал и защищаю Сталина, в том числе и в террористических делах, я считаю, что мы без террора не могли бы пройти перед войной, чтобы после войны у нас было более-менее устойчивое положение в нашей стране. Я считаю, что это в значительной степени было обеспечено в период конца 30-х годов.

В июне 1986 года Молотов был госпитализирован в Кунцевскую больницу в Москве, где умер 8 ноября. За свою долгую жизнь Молотов перенёс 7 инфарктов миокарда, однако прожил 96 лет. Вячеслав Молотов похоронен на Новодевичьем кладбище в Москве рядом с супругой (участок № 1). 11 ноября 1986 года о смерти последнего члена Петросовета и Петроградского военно-революционного комитета сообщила газета «Известия». Ряд статей вышел в западной прессе. В Албании в связи с печальным событием был объявлен государственный траур. После вскрытия конверта с завещанием Молотова в нём обнаружили сберегательную книжку, в которой значилось, что на его банковском счёте находятся 500 рублей.

## Личная жизнь и семья

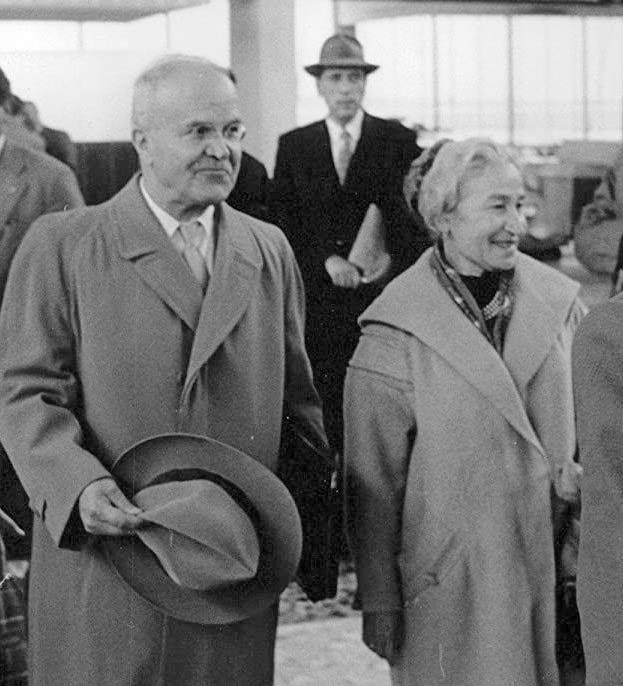
Вячеслав Молотов со своей супругой Полиной Жемчужиной в Швеции,
1960 г.

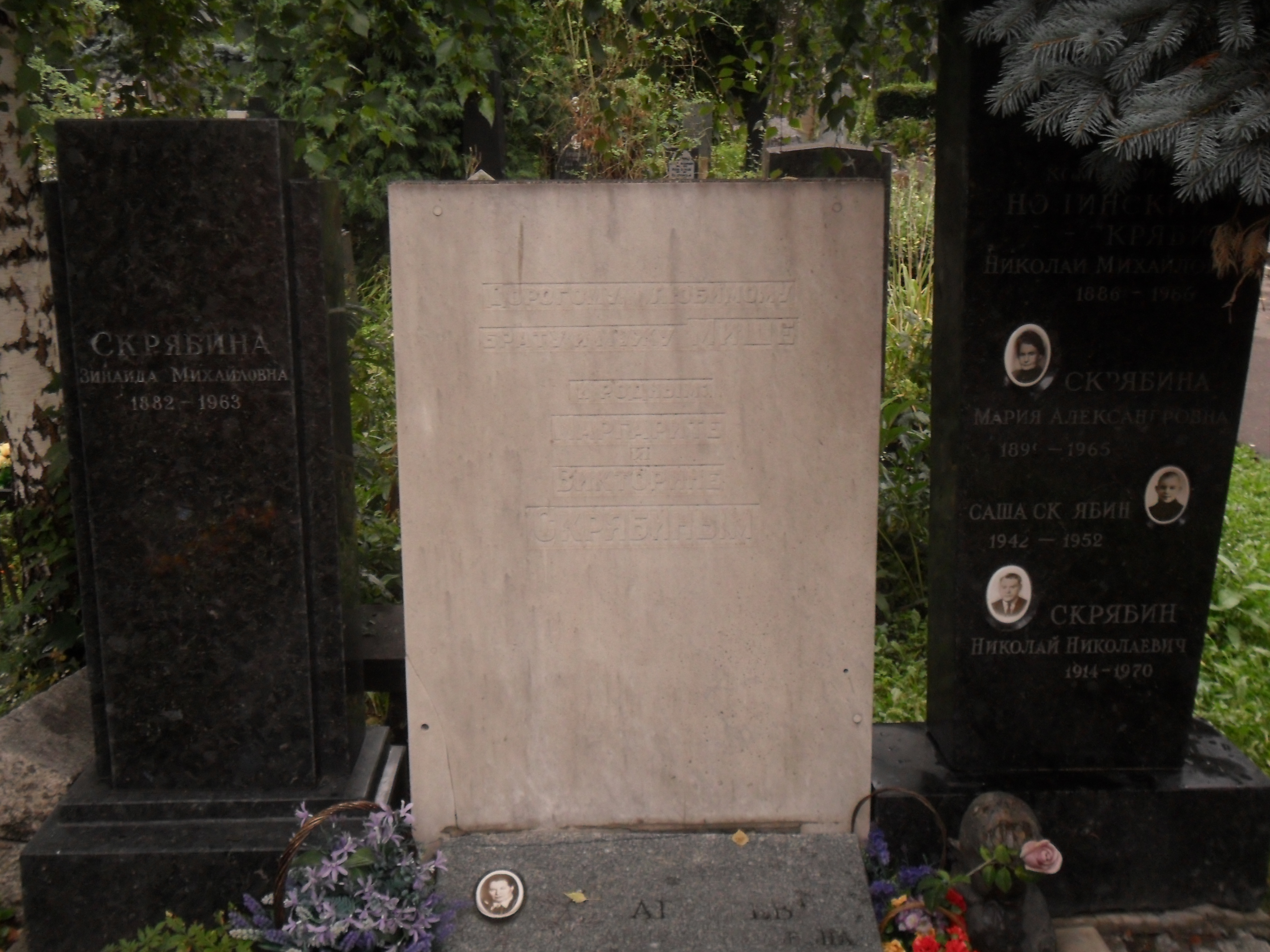
Могила брата Молотова Михаила и его родных на Новодевичьем кладбище.

В 1921 году Вячеслав Молотов женился на Полине Жемчужиной. По словам их внука Вячеслава Никонова: «Они очень любили, даже обожали друг друга, хотя были людьми разными: он простецкий такой, в ней — внутренний аристократизм». В 1949 году Полина Жемчужина была арестована, на Пленуме ЦК КПСС, когда её выводили из кандидатов в члены ЦК, Молотов, в отличие от других, проголосовавших за, единственным воздержался при голосовании. Незадолго до её ареста супруги фиктивно расстались и разъехались. «Молотов всю жизнь страстно любил Полину Семёновну — пишет писатель Леонид Млечин. Когда он куда-то ездил, то всегда брал с собой фотографию жены и дочери. Арест жены явился для него колоссальной трагедией». Незадолго до смерти Сталина Жемчужина была арестована в ссылке и переведена в Москву, где допрашивалась в ходе подготовки к новому процессу. Сразу после смерти Сталина в марте 1953 года в дни его похорон она была освобождена Берией и возвращена Молотову.
У Молотовых была единственная дочь — Светлана (1929—1989) — научный сотрудник Института всеобщей истории.
Первый зять — лётчик-испытатель Владимир Сергеевич Ильюшин, сын авиаконструктора Сергея Владимировича Ильюшина.
Второй зять — Алексей Дмитриевич Никонов (1917—1992) работал сотрудником НКВД, профессором МГИМО, сотрудником Института мировой экономики и международных отношений, редактором журнала «Коммунист».
Внуки: Лариса Алексеевна Скрябина-Королёва (Ильюшина) (1951—2023), Любовь Алексеевна Никонова, Вячеслав Алексеевич Никонов (род. 1956) — известный российский политолог, соучредитель фонда «Политика».
Вячеслав Молотов приходился двоюродным дядей популярному актёру Борису Чиркову, а также был другом юности деятеля ВКП(б), прозаика Александра Аросева — отца актрисы Ольги Аросевой.

## Личные качества
Характер и личные качества Молотова в разных источниках интерпретируются по-разному. Единодушно отмечается его усидчивость и кабинетная работоспособность, за что он ещё в начале карьеры получил от большевиков первого поколения прозвище «каменная задница».

— Ещё говорят: Ленин назвал вас «каменной жопой»
— Знали б они, как Ленин других называл!
— Феликс Чуев. «Сто сорок бесед с Молотовым»
Уинстон Черчилль говорил о Молотове: «Я не видел человека, в котором более полно была бы представлена современная концепция робота».

Уничижительные характеристики: «железная задница», «главный партийный канцелярист», «безропотный исполнитель указаний Сталина»] придумывали люди, которые никогда не работали с Молотовым, а чаще всего и в глаза его не видели. Я работал с ним долгие годы и знаю, что послушным исполнителем указаний Молотов был далеко не всегда. Он менялся в зависимости от обстоятельств. Не был он и примитивным канцеляристом, каким его теперь [2000 год] часто рисуют <…>.
Самой сильной стороной Молотова-политика было умение точно оценивать свои возможности. Молотов всегда знал, что в любом деле есть граница, переходить которую нельзя даже ему. Кроме того, Вячеслав Михайлович был очень сильным организатором. Настоящим <…>. Решения принимались быстро <…>. Молотов вообще не терпел многословия <…>.
Молотов вообще старался говорить поменьше и пореже. Он заикался и, как мне казалось, стеснялся этого <…>.
Если говорить об особенностях Молотова, нужно сказать, что у него постоянно было желание всё улучшать. Может быть, потому, что это свойственно большинству педантичных людей. Но возможно, и потому, что инженерный талант Молотова остался нереализованным: из-за участия в подпольной партийной работе он не окончил Петербургский политехнический институт <…>.
Все знали, что Молотов не терпит никакой неряшливости. Ни в работе, ни в одежде. Сам он всегда был одет скромно, но опрятно. И требовал того же от других.
— Из воспоминаний Михаила Смиртюкова, помощника заместителя председателя Совнаркома СССР
По оценке Жореса Медведева, Молотов, «бывший главой Советского правительства больше десяти лет, причём в труднейший период коллективизации, индустриализации и террора, был человеком слабовольным. Молотов был субъективно честен, исключительно работоспособен, умён и не имел заметных пороков». К тому же, как отмечает Медведев, он «был единственным кроме Сталина членом Политбюро, который обладал популярностью в народе и особенно среди интеллигенции». Молотов «пытался расширить международное сотрудничество и уменьшить всесилие цензуры».
Константин Симонов в своих «Размышлениях о И. В. Сталине» подчёркивал:

Молотов при этом существовал неизменно как постоянная величина, пользовавшаяся — боюсь употребить эти громкие, слишком значительные слова, хотя в данном случае они близки к истине, — в нашей среде, в среде моего поколения, наиболее твёрдым и постоянным уважением и приоритетом.

Имея репутацию исполнительного, обязательного и усердного работника, неукоснительно подчиняющегося партийной дисциплине, Молотов «полностью опирался на волю Сталина и поэтому выполнял все его поручения и директивы с необычайной пунктуальностью и быстротой». Кроме того, по некоторым сведениям, Молотов до конца своих дней оставался верен своей дружбе со Сталиным и, уже будучи вдовцом, провозглашал неизменные три тоста: «За товарища Сталина! За Полину! За коммунизм!».

Сталин — это человек весь в крови. Я видел его резолюции, которые пачками он подписывал вместе с Молотовым, Ворошиловым, Кагановичем и Ждановым. Эта самая пятёрка была инициативная. Молотов всегда добавлял: «заменить 10 лет на расстрел»
— Горбачёв в программе «Времена» В. Познера
Александр Солженицын в «Архипелага ГУЛаг» (том 1) писал: «как символ их всех (сотрудников органов внутренних дел) живёт на улице Грановского, 3 — самодовольный, тупой, до сих пор ни в чём не убедившийся Молотов, весь пропитанный нашей кровью, и благородно переходит тротуар сесть в длинный широкий автомобиль».
Известна фраза, сказанная Молотовым: «Нет такой любви между мужчиной и женщиной, ради которой можно было бы изменить Родине!».

## Награды
- Герой Социалистического Труда (30 сентября 1943) — за особые заслуги в области усиления производства танков в трудных условиях[61]
- Четыре ордена Ленина (08.03.1940; 30.09.1943, 05.11.1945; 08.03.1950)[52]
- Орден «Знак Почёта» (30.10.1954)
- медали
- Большой крест ордена Возрождения Польши (ПНР, 1948)[источник не указан 705 дней]
- Орден Красного Знамени (МНР, 1943)[62]
- Почётный академик Академии наук СССР (29 ноября 1946)

## Факты
- Являлся самым долгоживущим руководителем правительства среди глав правительств СССР и России.
- По свидетельству его внука, после Сталина из мировых политиков Молотов особенно уважал Черчилля[53].
- В честь Молотова была названа простейшая зажигательная граната — «коктейль Молотова».
- Советскую кассетную авиационную бомбу РРАБ-3 финны называли «хлебной корзиной Молотова» (фин. Molotovin leipäkori), поскольку она в воздухе рассыпала «буханки» — суббоеприпасы.
- Грузовик ГАЗ-51, поставляющийся за границу, называли «Молотовка».
- Жена, родные и друзья называли В. М. Молотова Веча — сокращённо от имени Вячеслав[63].
- В беседах с журналистом Феликсом Чуевым Молотов заметил, что начал читать в очках только после 80 лет. Но при этом перестал пользоваться очками для дали (Но зато на воздух я смотрю без очков. А раньше я в очках смотрел)[12][значимость факта?].

## Память
Заслуги Молотова почитались небольшое время при его жизни как видного деятеля Коммунистической партии. В 1957 году после разгрома «антипартийной группы» и запрета называть улицы и другие географические объекты в честь живущих, многие объекты, названные в честь него, были переименованы.

### Географические названия
- ледник Молотова — о. Комсомолец, архипелаг Северная Земля (название сохранено)
- ледник Молотова — Памир, Таджикская ССР
- мыс Молотова — мыс Арктический, о. Комсомолец, архипелаг Северная Земля
- пик Молотова — пик Россия, Памир, Таджикская ССР

### Субъекты федерации
- Молотовская область — Пермская область, РСФСР с 1940 по 1957 г.

### Города и районы областного подчинения
- Молотов — название Перми с 1940 по 1957 годы.
- Молотовск (быв. Судострой) (1938—1957) — город Северодвинск, Архангельская область
- Молотовский район (быв. Изылбашский) — Иртышский район, Омская область
- Молотовский (сельский) район — Волжский район, Самарская область
- Молотовский район — Нолинский район, Кировская область
- Молотовский район — Красногвардейский район, Ставропольский край
- Молотовский район (быв. Покровский) — Октябрьский район, Приморский край
- Молотовский район — Балкашинский (ныне Сандыктауский район), Целиноградская область, Казахская ССР

### Муниципальные поселения районного подчинения
- Молотовск (1940—1957) — город Нолинск, Кировская область
- имени В. М. Молотова — посёлок Октябрьский, Горьковская область
- зерносовхоз имени Молотова — посёлок Российский, Оренбургская область
- Молотовабад — посёлок Уч-Коргон Ошская область, Киргизская ССР
- Молотовабад — посёлок Дусти, Таджикская ССР
- Молотово (быв. Розенберг) — посёлок Триалети, Грузинская ССР
- Молотово (быв. Изылбашский) — посёлок Иртыш, Омская область
- Молотово — посёлок Учкуприк, Ферганская область, Узбекская ССР
- Молотово (быв. Янгитурмыш) — посёлок Авангард, Ташкентская область, Узбекская ССР
- Молотовский — включён в город Новошахтинск, Ростовская область
- Молотовский — посёлок Каинды, Киргизская ССР
- Молотовское (быв. Медвежье, Евдокимовское) — село Красногвардейское, Ставропольский край
- Молотов — село Октябрькенд (ныне село Хачав), Азербайджанская ССР
- имени Молотова (быв. Осинники) — село Горьковское, Алтайский край
- Молотово — село Орловка, Башкирская АССР
- Молотово — село им. 1 мая (ныне Берлик) Талды-Курганская область, Казахская ССР
- Молотово — село Родино Алтайский край
- Молотово (быв. Дрязги) — село Октябрьское, Липецкая область
- Молотово — село Никольский, Рязанская область
- Молотово — село Срибное, Сталинская область, Украинская ССР
- Молотово — село Першотравневое, Полтавская область, Украинская ССР
- Молотов — хутор Виноградный, Ростовская область
- имени Молотова (быв. Маглиновский) — хутор Победа, Краснодарский край

### Городские районы
- Молотовский район — Советский район Самары
- Молотовский район — Советский район Уфы
- Молотовский район — Ленинский район Кирова
- Молотовский район — Октябрьский район Омска
- Молотовский район — Центральный район Новокузнецка
- Молотовский район — Шевченковский район Киева
- Молотовский район — вошёл в состав Пролетарского района Москвы

### Улицы
Имя Молотова носят улицы в: посёлках Знамя Труда и Новое Ирикеево, сёлах Гусиное Озеро и Красный Лиман, слободе Ефремово-Степановка, деревне Вырубово.
- Улица Кольцевая в Уфе до 1957 года носила имя Молотова
- Улица Ленинградская в Ворошиловск-Коммунарск-Алчевске до 1957 года носила имя Молотова
- Проспект Металлургов в Новокузнецке с 1935 по 1957 носил имя Молотова[66]
- Уральская улица в Перми с 1937 по 1957 носила имя Молотова
- Улица Молотовая в Усолье-Сибирском с 8 января 1954 года по 27 сентября 1957 года называлась улицей имени Молотова[67].

### Учреждения образования
- Вологодский государственный педагогический институт имени В. М. Молотова
- Военно-морское авиационно-техническое училище имени В. М. Молотова, г. Пермь (1936—1958), 24 апреля 1958 года имя В. М. Молотова снято
- Военная академия тыла и снабжения Красной армии имени В. М. Молотова (1935—1956; с 1939 Военно-хозяйственная академия РККА имени В. М. Молотова), она и Военно-транспортная академия с 1 июня 1956 года объединены в единую — Военную академию тыла и транспорта
- Всесоюзная плановая академия имени В. М. Молотова при Госплане СССР. Ликвидирована в 1941 г.
- Всесоюзная промышленная академия лёгкой индустрии имени В. М. Молотова
- Горьковское училище зенитной артиллерии имени В. М. Молотова, носило имя В. М. Молотова 1940—1956
- Ереванский государственный университет имени В. М. Молотова
- Куйбышевский краевой коммунистический университет журналистики имени В. М. Молотова
- Казахский медицинский институт имени В. М. Молотова
- Ленинградская Краснознамённая ордена Ленина Высшая офицерская бронетанковая школа Красной армии имени В. М. Молотова
- Ленинградский технологический институт им. В. М. Молотова, ныне Санкт-Петербургский государственный технологический университет растительных полимеров
- Московский государственный библиотечный институт имени В. М. Молотова Наркомпроса РСФСР
- Московский институт механизации и электрификации сельского хозяйства имени В. М. Молотова
- Московский энергетический институт имени В. М. Молотова. Ныне Московский энергетический институт
- Ростовский государственный университет имени В. М. Молотова. Ныне Ростовский государственный университет
- Саратовский автомобильно-дорожный институт имени В. М. Молотова
- Смоленское военно-политическое училище имени В. М. Молотова (1940—1956)
- Томский государственный медицинский институт имени В. М. Молотова. Ныне Сибирский государственный медицинский университет
- Школа авиационных техников имени В. М. Молотова (Пермь)
- Школа № 23 имени В. М. Молотова (Вологда)

### Заводы и предприятия
- Горьковский автомобильный завод (ЗИМ: завод имени Молотова)
- Детский костно-туберкулёзный санаторий имени Молотова Наркомздрава СССР
- Днепропетровский завод стальных конструкций и мостов
- Железная дорога (1936—1943), затем вновь Забайкальская
- Завод «Красный гидропресс» (г. Таганрог)
- Завод № 62 стальных самолётов ГУ ГВФ Завод имени Молотова (бывший завод «Красный гвоздильщик», Ленинград)
- Кень-Аральский зерносовхоз
- Киевский Дворец пионеров
- Минский радиозавод
- Никитский ботанический сад (Крым)
- Первый государственный завод бактериальных удобрений (Московская обл.)
- Пионерский лагерь «Артек» с 1938 по 1957 гг.
- Полиграфический комбинат (Москва)
- Ташкентский канал
- Харьковский станкостроительный завод

### Техника
- Крейсер «Молотов», крейсер проекта 26-бис. В 1957 году переименован в «Слава».
- Крейсер «Молотовск», проекта 68-бис. В 1957 году переименован в «Октябрьскую революцию»
- Океанский лайнер «Вячеслав Молотов», построен в Нидерландах в 1940 году, во время Великой Отечественной войны военный транспорт ВТ-509. В 1957 году судно переименовано в «Балтика»
- Ледокол «В. Молотов», проект 51, в период с августа по декабрь 1941 года на Балтийском заводе ледокол «В. Молотов» переоборудован во вспомогательный крейсер. В 1958 году ледокол переименован в «Адмирал Макаров»
- Танкер «Молотов», относится к танкерам типа «Ленин», с 1957 г. переименован в «Герой Мехти»
- Речной грузо-пассажирский пароход «Молотов», проект СБ-7А. Во время Великой Отечественной войны мобилизован 23.06.1941 г. и вошёл в состав Пинской флотилии в качестве госпитального судна. Входил в состав Днепровского отряда речных кораблей. Расформирован 16.08.1941 г. и 16.09.1941 г. затоплен в оз. Лезерень
- Речной пассажирский теплоход пароходства Канала Москва-Волга «Вячеслав Молотов» типа «Иосиф Сталин» построен на заводе «Красное Сормово» в 1937 году. 27 августа 1957 года переименован в «Михаил Калинин»
- Тепловоз ВМ20 (Вячеслав Молотов)
- Грузо-пассажирский колёсный пароход «Императрица Александра» пароходного общества «По Волге» (построен в 1896 году на Сормовском заводе) носил название «Вячеслав Молотов» с 1936 по 1957 год (списан в 1969 году, утилизирован).
- Грузо-пассажирский колёсный пароход «Иван» пароходного общества братьев Каменских (построен в 1905 году на Сормовском заводе) носил название «Молотов-Скрябин» с 1936 по 1957 год (списан в 1964 году, утилизирован)

### Памятники
- Бюст в Никитском ботаническом саду. Был установлен в 1930-х годах, когда сад носил его имя. В 1957 году бюст был снесён и заменён бюстом Ленина. В 2008 году бюст Молотова был восстановлен рядом с бюстом Ленина. Долгое время бюсты обоих деятелей стояли в центре сада, у бассейна. В 2012 году они были перенесены к зданию музея Никитского ботанического сада, а на их место воздвигнута статуя богини Флоры. В 2019 году бюст Ленина был перенесён на прежнее место, бюст Молотова остался на своём.
- Увековечен в художественной композиции «Заседание штаба Западного фронта» в деревне Красновидово Московской области[68].

### Музей
- В 2005 потомки главы советского правительства выкупили полуразрушенный дом деда в Нолинске и после капитального ремонта в 2006 году открыли в нём Дом-музей В. М. Молотова. Один из инициаторов открытия музея — внук Молотова, известный политолог, член общественной палаты России Вячеслав Никонов[69][70].

### В филателии
В 1950 году почтовое ведомство НРБ выпустило серию из 4 марок (Mi #755), посвящённых второй годовщине заключения советско-болгарского Договора о дружбе, на одной из которых был запечатлён В. М. Молотов (наряду с И. В. Сталиным, Г. Димитровым и В. Коларовым).
В 1970 году почта ГДР выпустила почтовую эмиссию (Mi #1599), посвящённую 25-летию Потсдамской конференции, с изображением советской делегации за столом конференции во главе с И. В. Сталиным, В. М. Молотовым, А. Я. Вышинским и А. А. Громыко.
Имя В. М. Молотова упоминается на советских почтовых марках 1948 года (теплоход «Вячеслав Молотов») и 1949 года (город Молотов), а также на малом листе Российской Федерации 2003 года выпуска (автозавод ГАЗ имени Молотова).

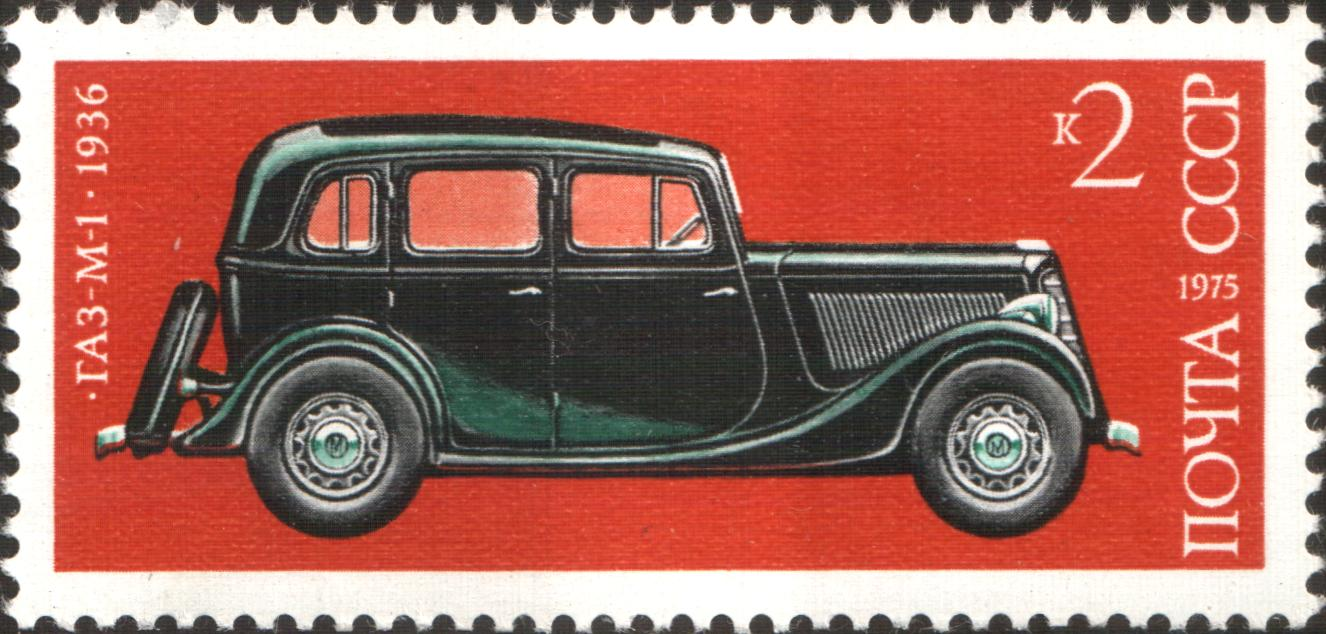
Почта СССР, 1975 г. автомобиль М-1 — «Молотовский-первый»
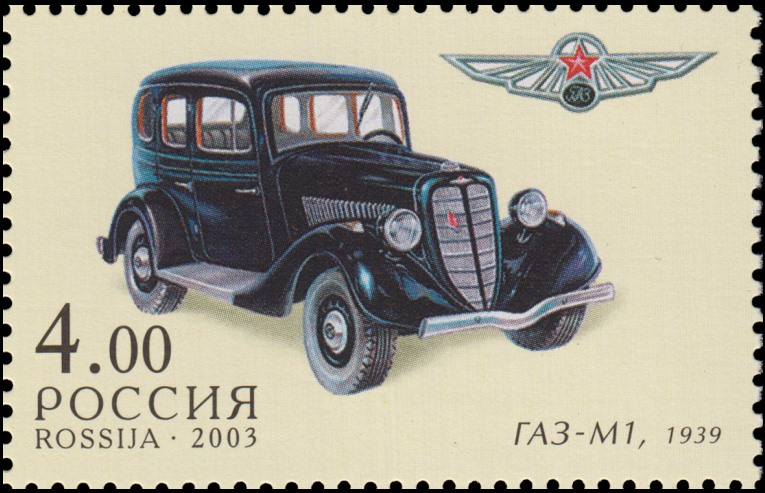
Почта России, 2003 г. автомобиль ГАЗ-М 1 «Молотовский-первый»
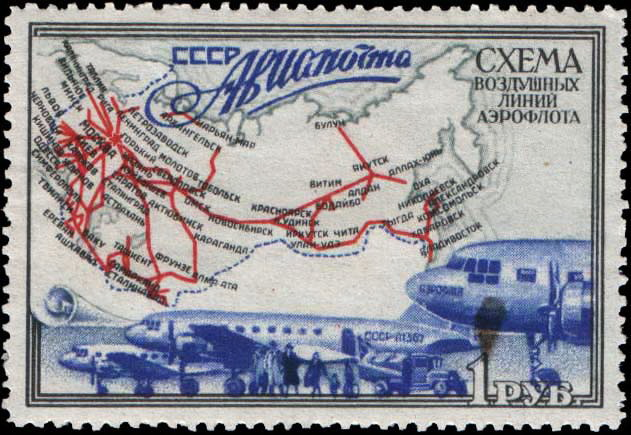
Почтовая марка СССР, 1949 г. Схема воздушных линий «Аэрофлота», на карте отмечен г. Молотов

### Внумизматике
В 2000 году Банк России выпустила монету посвящённую 55-й годовщине Победы в Великой Отечественной войне 1941—1945 гг., «Берлинская (Потсдамская) конференция», на которой, кроме других членов конференции, изображён Молотов.

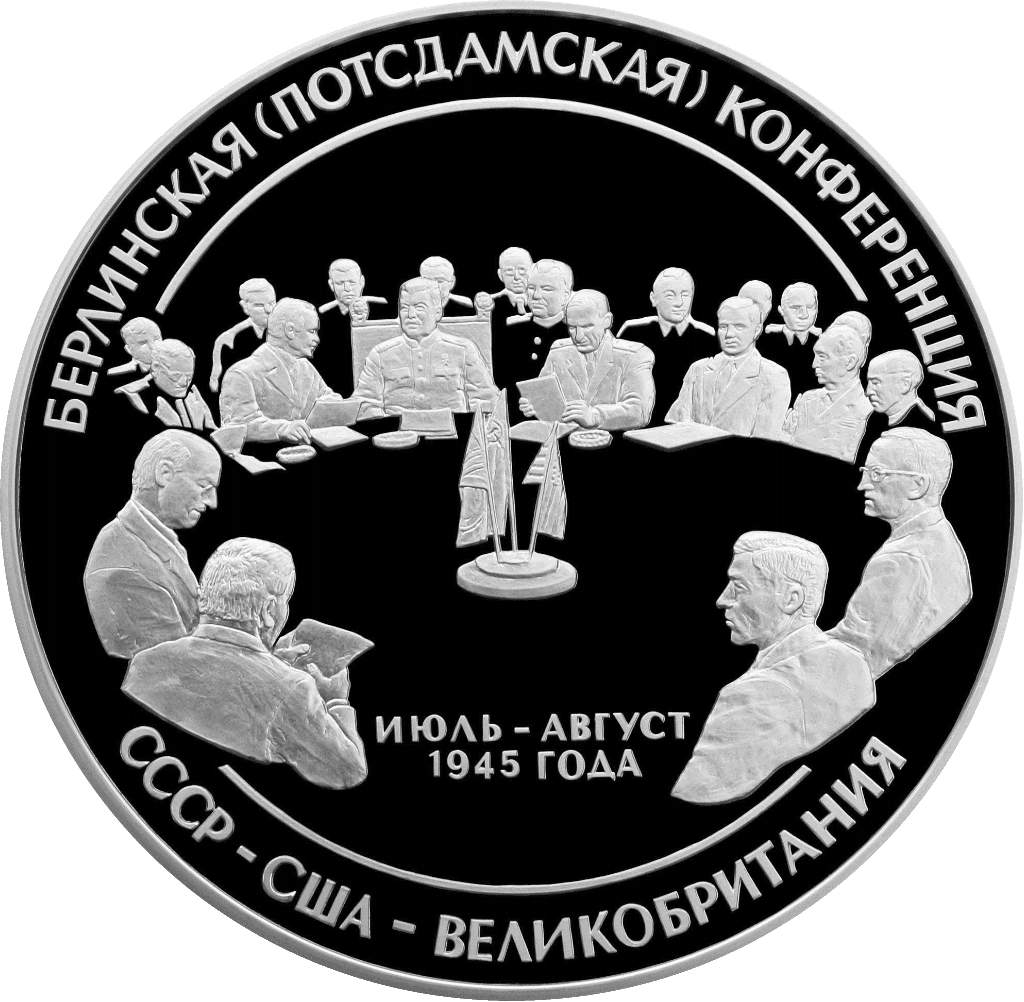
Монета Банка России, 2000 г. «Берлинская (Потсдамская) конференция»

### В кулинарии
- Португальский десерт Молотоф

### В музыке
- Альбом шведской рок-группы Bokassa называется Molotov Rocktail.[значимость факта?]

### В видеоиграх
- Является одним из возможных советников Советского Союза в игре Hearts of Iron IV.
- Играет роль в сюжете игры Atomic Heart с изменённым именем — Егор Тимофеевич, во избежание судебных разбирательств с потомками[источник не указан 74 дня].

## Киновоплощения
1939 — Ленин в 1918 году — Георгий Богатов (нет в титрах)

1943 — Миссия в Москву — Джин Локхарт

1949 — Падение Берлина; Сталинградская битва — Максим Штраух

1973 — Семнадцать мгновений весны — Валерий Даньшин

1974 — Выбор цели — Николай Засухин

1983 — Красный монарх — Найджел Сток

1985 — Битва за Москву — Николай Засухин

1990 — Война на западном направлении — Николай Засухин

1991 — Ближний круг — Виктор Балабанов

1993 — Ангелы смерти — Николай Засухин

2004 — Московская сага — Павел Ремезов

2007 — Сталин. Live — Сергей Вершинин

2017 — Смерть Сталина — Майкл Пейлин

2017 — Власик. Тень Сталина — Виктор Балабанов

2022 — Начальник разведки — Станислав Курач

## Звукозаписи выступлений В. М. Молотова
Доклад «Конституция социализма» 29 ноября 1936 г.
Доклад, посвящённый 20-й годовщине Октябрьской революции, 6 ноября 1937 г. (фрагмент).
Выступление по радио 22 июня 1941 г.